# Románico pisano
El románico pisano es una variante regional del estilo artístico románico, fundamentalmente arquitectónica, que se desarrolló en Pisa y se exportó a una vasta área de influencia en el momento en que era una poderosa República marítima, desde la segunda mitad del siglo XI hasta la primera del siglo XIII.
La cultura del románico pisano se formó en las obras de construcción de la Piazza del Duomo y desde allí se extendió a otros proyectos de la ciudad, a los territorios controlados por la república de Pisa (incluidas las islas de Córcega y Cerdeña) y a una zona de la Toscana septentrional, especialmente al cinturón que va desde Lucca a Pistoia.

## Arquitectura románica pisana

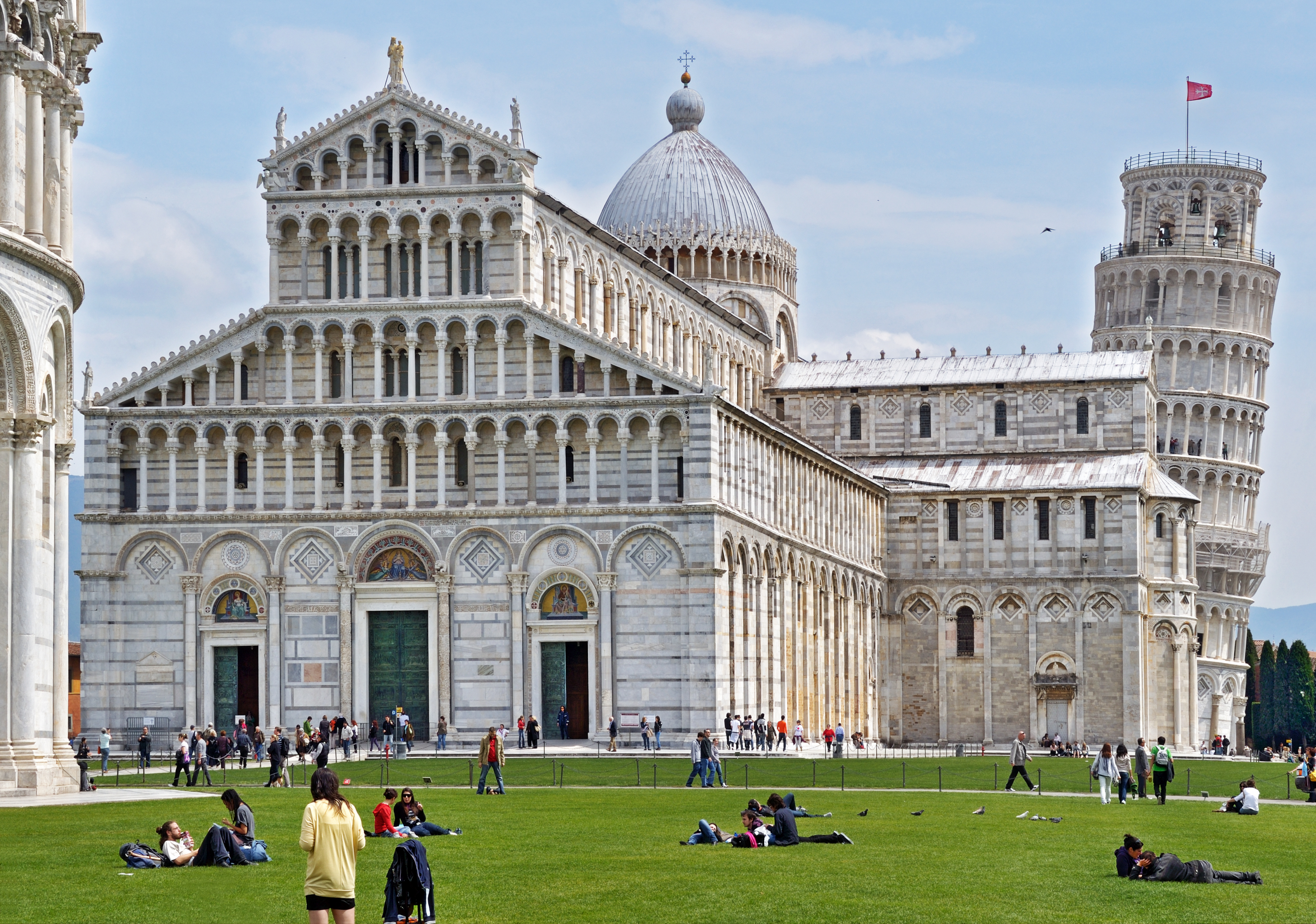
Piazza dei Miracoli de Pisa

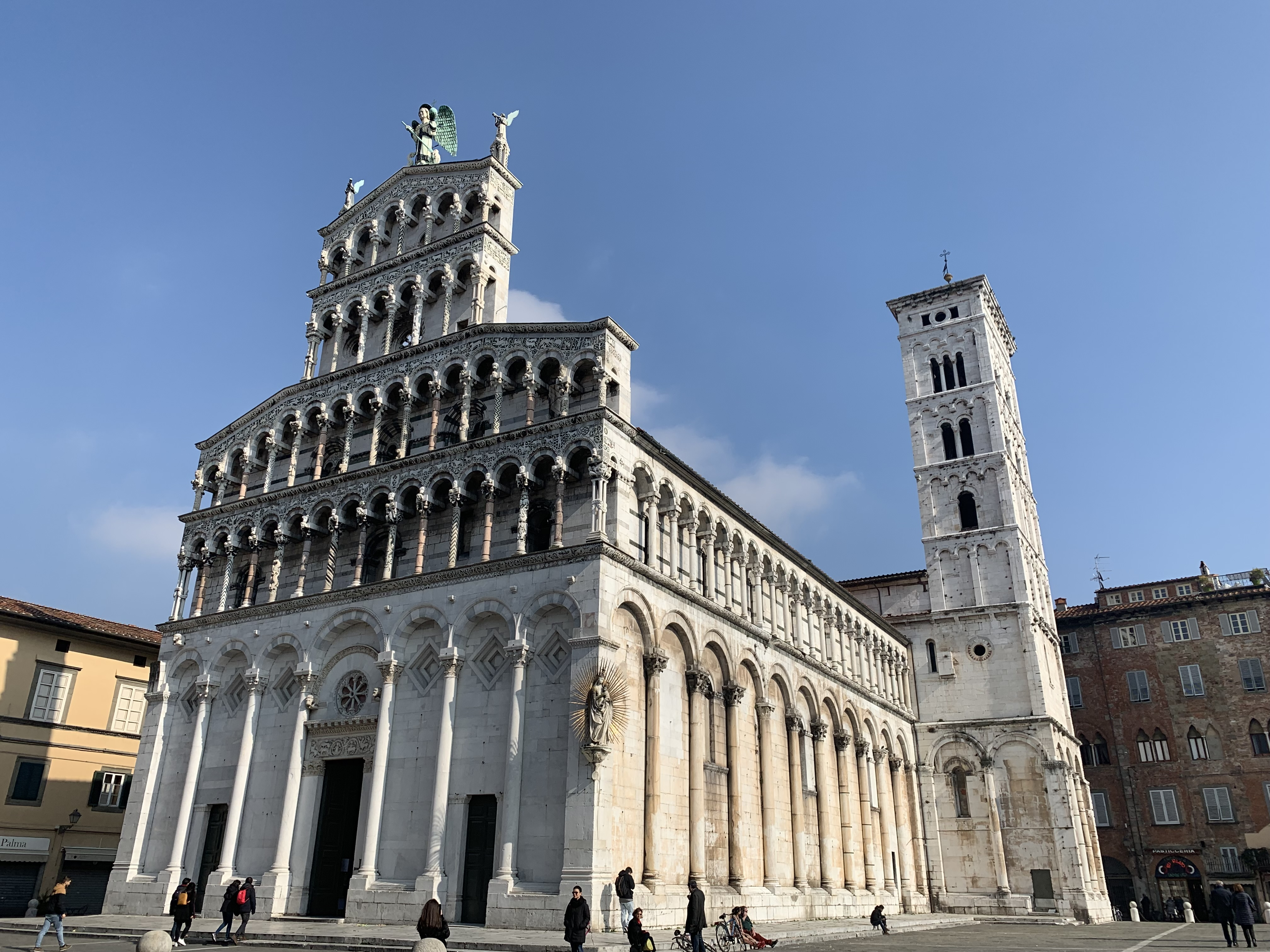
Iglesia de San Miguel en Foro, Lucca

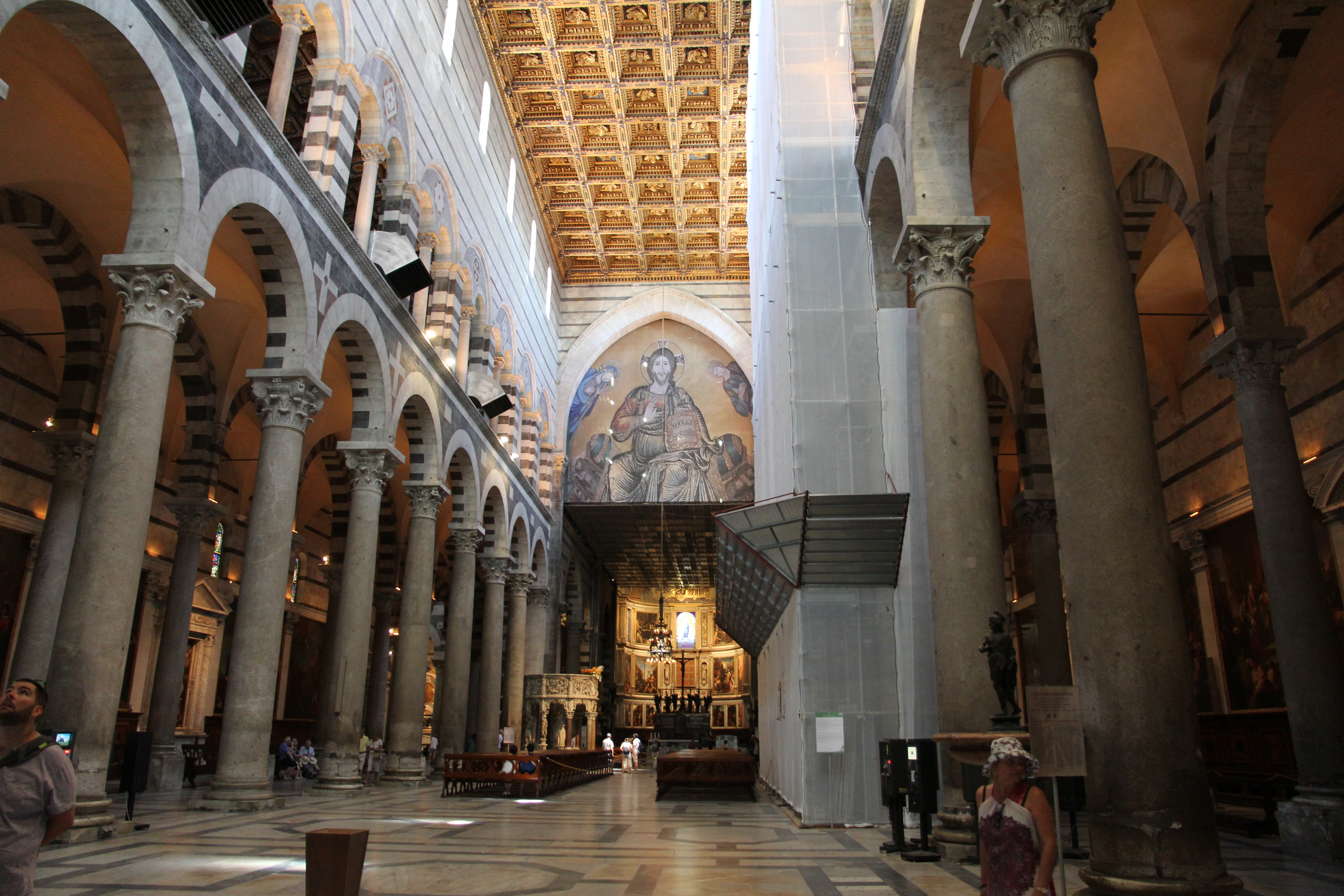
Interior de la catedral de Pisa

El románico pisano se desarrolló en Pisa en tiempos en que era una poderosa república, desde la segunda mitad del siglo XI a la primera del XIII, e irradió a los territorios controlados por la República de Pisa (Córcega y Cerdeña también) y a una zona de la Toscana septentrional, desde Lucca hasta Pistoia. El carácter marítimo de la potencia pisana y la peculiaridad de los elementos estilísticos propios de su estilo permitieron que la difusión del románico pisano se extendiese más allá del área de influencia política de la ciudad. Influjos pisanos se encuentran en diversos puntos del mediterráneo, además de Cerdeña, como por ejemplo en las iglesias de la costa del Mar Adriático (Apulia e Istria).
La primera realización fue la catedral de Pisa, iniciada en el 1063 por Buscheto y continuada por Rainaldo, que fue consagrada en el 1118. Como en Venecia, la arquitectura pisana recibió influencias de Constantinopla y de Bizancio en general, pues la república mantenía fuertes contactos comerciales con ellos. Elementos de posible influjo bizantino son los «matroneos» y la cúpula elíptica con coronamiento de bulbo, puesta a la manera del románico lombardo. Pero los elementos orientales fueron reinterpretados según un preciso gusto local, llegando a formas artísticas de notable originalidad. Por ejemplo, el interior en cinco naves con columnatas (antiguamente de cruz griega, ampliado a planta latina por Rainaldo), inspirado en la desaparecida catedral románica de San Martino en Lucca, tiene una distribución de espacios típicamente paleocristiana.
Elementos típicos del románico pisano son el uso de las galerías de columnas, inspiradas en la arquitectura lombarda, pero multiplicadas hasta recubrir por entero las fachadas, y de arcadas ciegas, el tema del rombo, una de las características más reconocibles, derivado de modelos islámicos norteafricanos, y la bicromía alternada, derivada de modelos de la España musulmana.
Otros ejemplos en Pisa son la célebre torre inclinada (iniciada en el 1173), el primer anillo del Baptisterio (iniciado en 1153) y la iglesia de san Paolo a Ripa d'Arno (fines del siglo XII o inicios del XIII).
Desde Pisa el nuevo estilo llegó a Lucca influyendo al primitivo románico de allí, que se conserva en la basílica de San Frediano y en la iglesia de Sant'Alessandro Maggiore. La iglesia de San Miguel en Foro, la de Santa María Forisportam, la fachada de la catedral de San Martino (concluida en el año 1205), por obra del grupo del Guidetto da Como representan una evolución del estilo pisano a formas todavía más ricas en cuanto a la decoración, sacrificando la originalidad arquitectónica. En Pistoya el uso del mármol serpentino unido a bandas alternadas de mármol blanco creó efectos de bicromía (véase iglesia de San Giovanni Fuorcivitas del siglo XII). Decenas de parroquias esparcidas por el campo siguen el estilo pisano adaptándose a la disponibilidad económica de las poblaciones.
En Cerdeña se nota el influjo de la arquitectura románica pisana en la catedral de Ottana y en la iglesia de la Trinidad de Saccargia (ambas del siglo XII) y otras semejantes se pueden encontrar en Liguria y en Córcega.

Iglesias románicas de influencia pisana
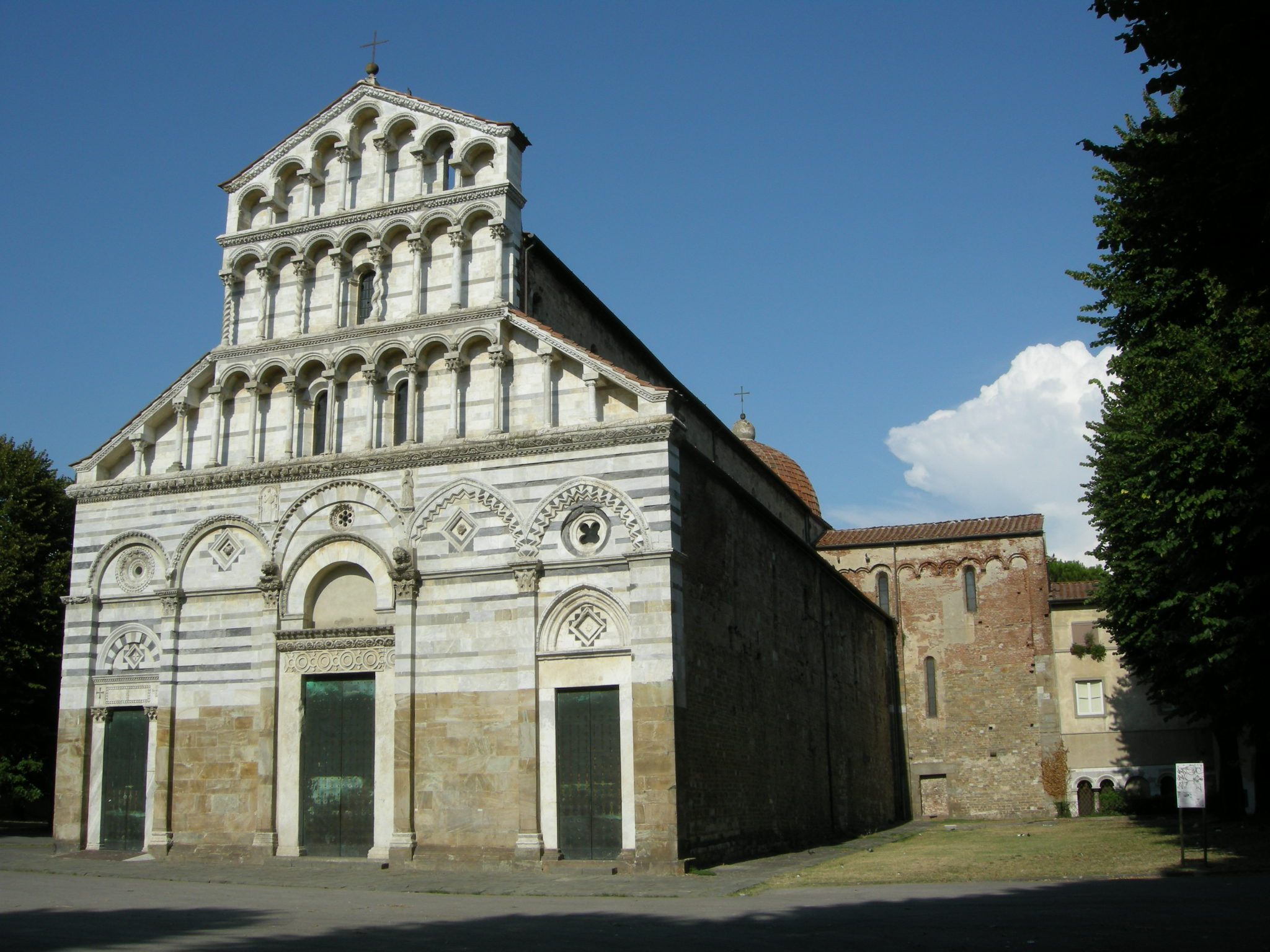
Iglesia de San Paolo Ripa d'Arno, Pisa
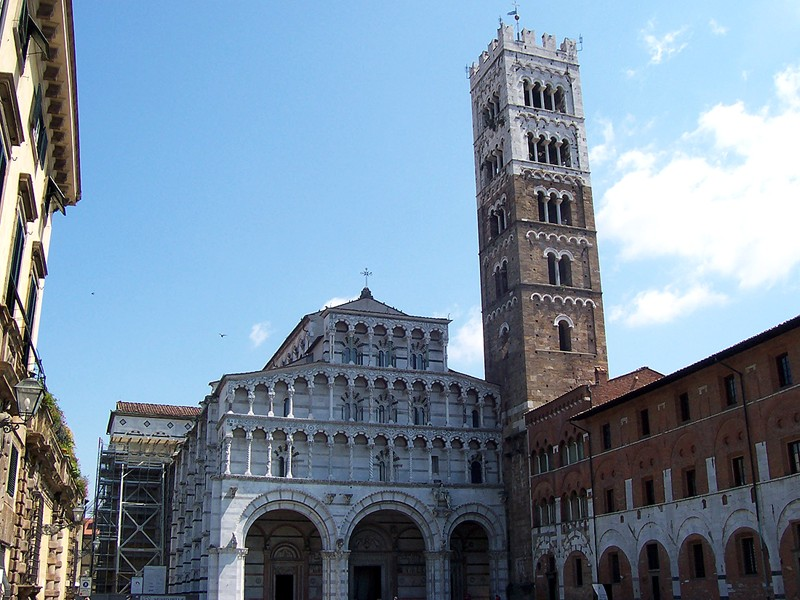
El Duomo de Lucca
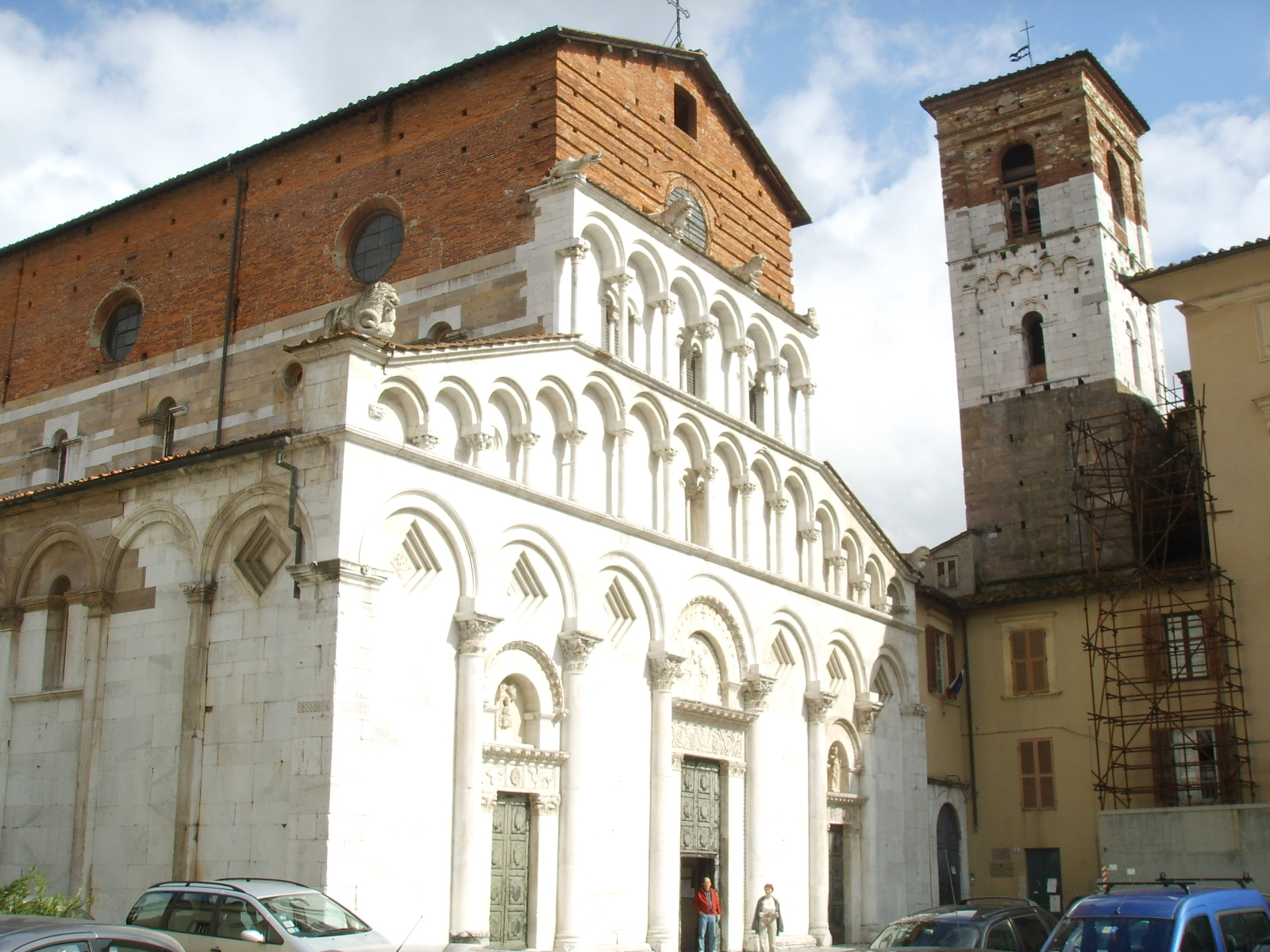
Santa María Forisportam, en Lucca
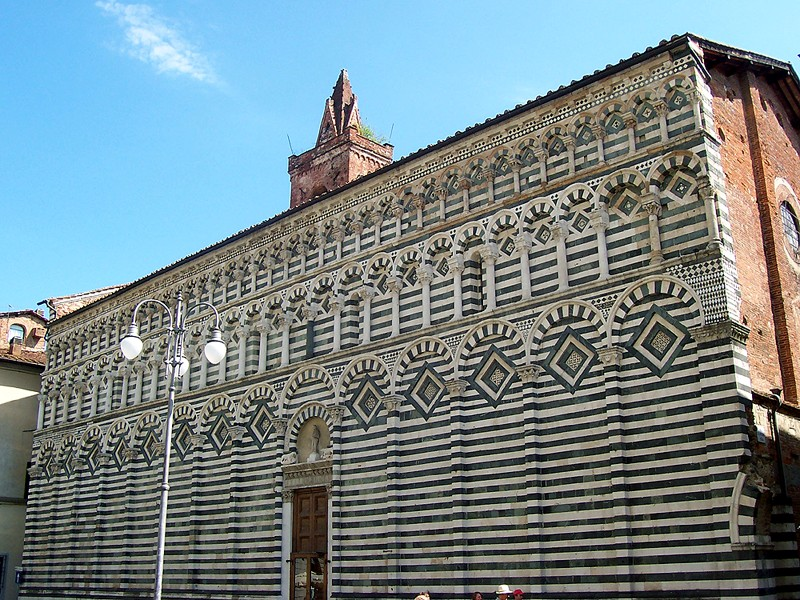
Iglesia de San Giovanni Fuorcivitas, en Pistoya

### Pisa, la piazza del Duomo

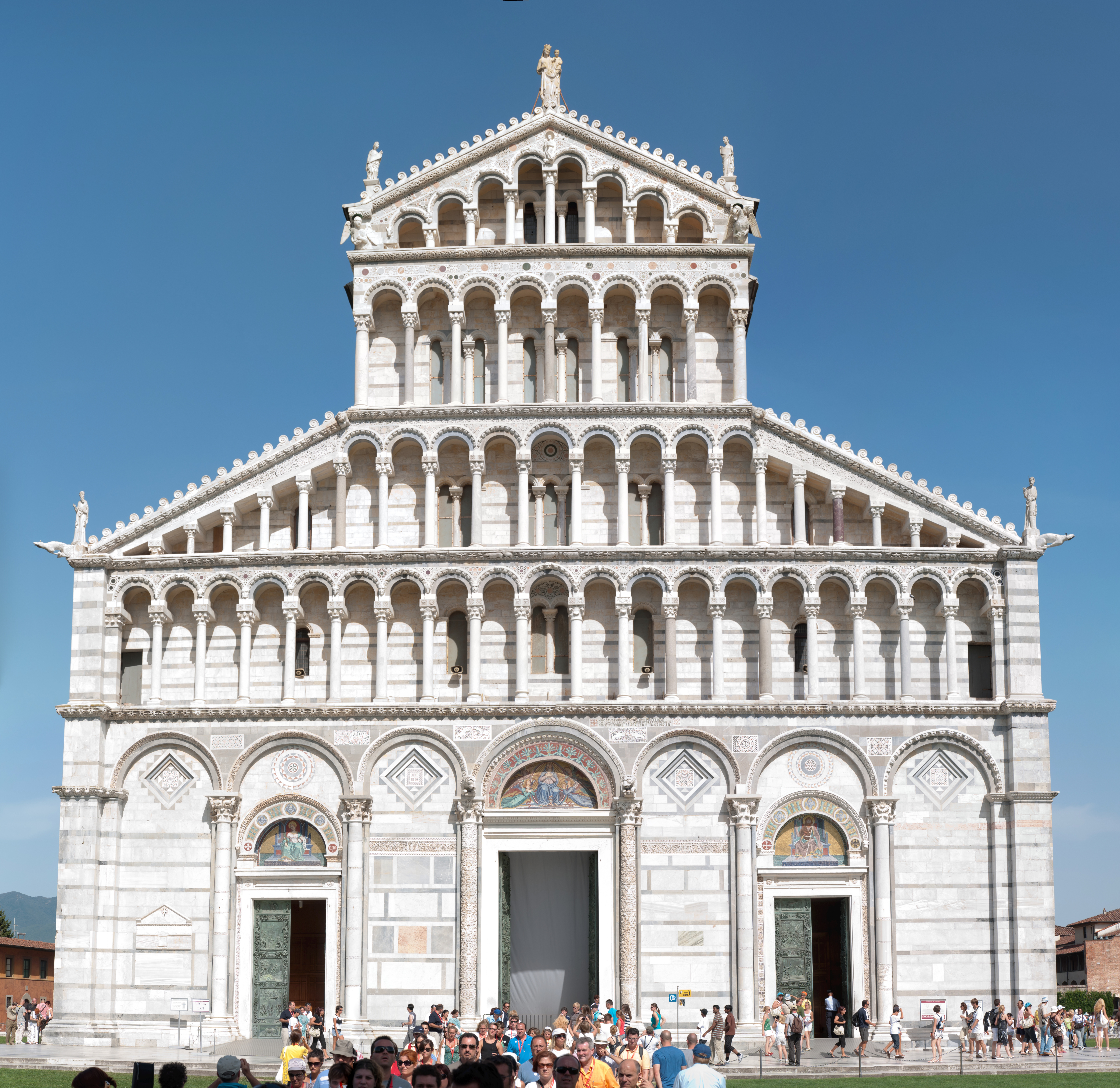
Fachada del Duomo de Pisa

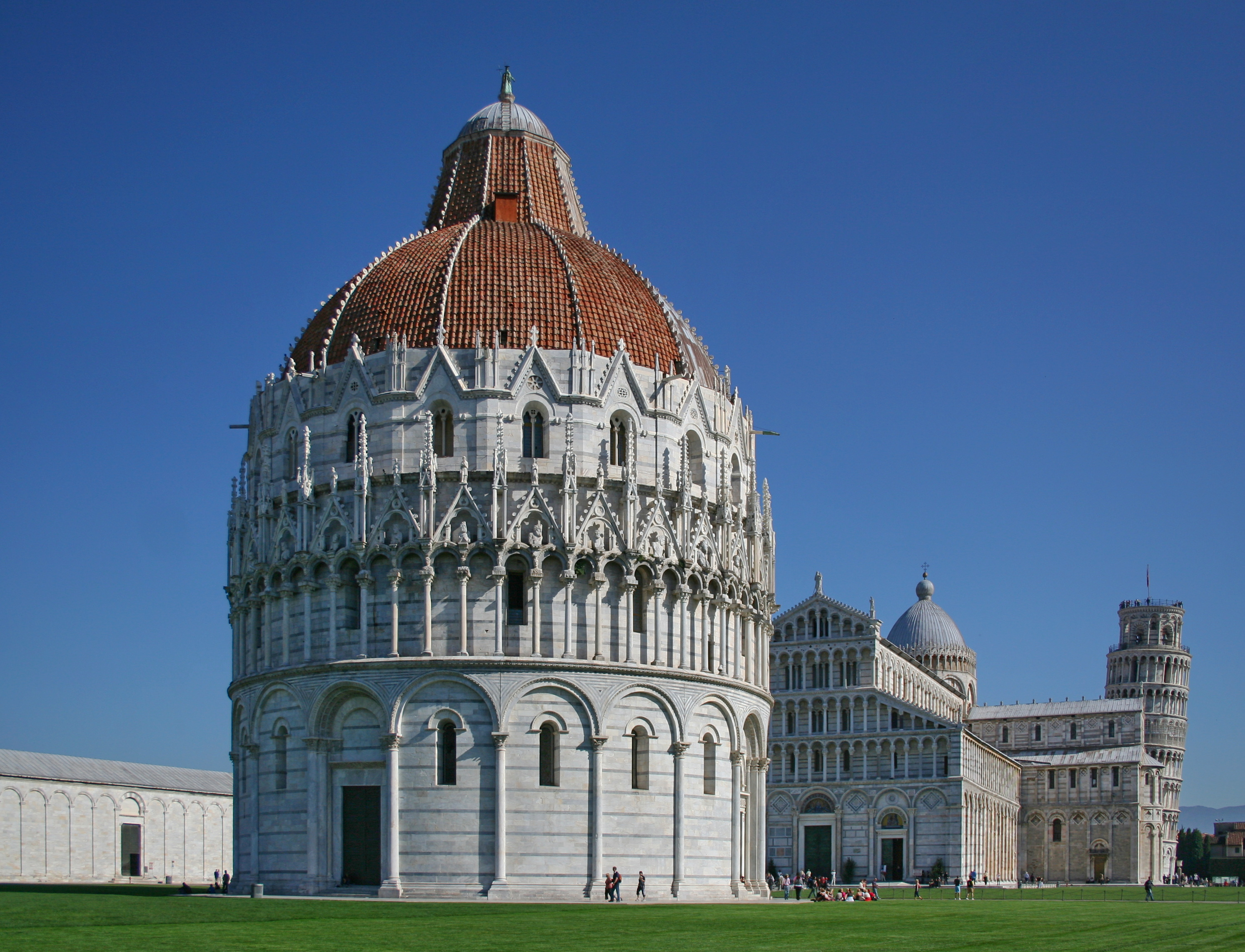
El baptisterio de Pisa con la catedral y la torre inclinada

La Primaziale de Pisa es uno de los edificios medievales más admirables de Europa: es una construcción extraordinaria por el tamaño y la blancura de sus superficies de mármol, realzadas por las zonas de césped circundantes, donde también se encuentra el Baptisterio, la campanile y el Campo Santo. En 1987, el conjunto patrimonial de la plaza fue declarado Patrimonio de la Humanidad por la Unesco.
Entre estos, la primera realización fue el Duomo, la iglesia románica más grande de la Toscana; iniciada en 1063-1064 por Buscheto y continuada por Rainaldo, fue consagrado en 1118. Es un edificio con cinco naves y un gran transepto ábsidiado con tres naves que se inserta en el cuerpo principal en correspondencia con una cúpula elíptica.
En el exterior, el aparato decorativo es sustancialmente uniforme y consiste en una serie de arcos ciegos en varios niveles donde se alternan los elementos romboidales empotrados, típicos del románico pisano y derivados de modelos islámicos del norte de África (por ejemplo, de Túnez o Egipto); en el ábside y en la fachada, los arcos adquieren profundidad, formando galerías protegidas por esbeltas columnas. La fachada de Rainaldo se creó inspirándose en la logieta colgante que ya se usaba en la arquitectura lombarda (San Ambrosio de Milán, San Michele Maggiore di Pavia...) y multiplicando su aplicación para usarla para cubrir completamente la parte superior del alzado, a través de cuatro órdenes, que aligeran notablemente la superficie.
El interior, aplanado por un techo con casetones del siglo XVI que reemplazó a la original teoría de las vigas expuestas, se caracteriza por una sucesión de columnas en las que se colocan las matronas, que dominan la nave central por medio de biforas (ventanas geminadas). Golpea la estructura en la intersección del transepto con el cuerpo longitudinal: a diferencia de otras iglesias europeas, aquí el espacio está cerrado por el ritmo de las columnas y del matroneo que, mediante una especie de puente, separan los cuerpos laterales de la nave principal. dando al transepto casi la función de una iglesia separada.
Al igual que en Venecia, la arquitectura pisana estuvo influida por Constantinopla y Bizantina en general, debido a las florecientes rutas comerciales de Pisa, que favorecieron los intercambios culturales con otras áreas del Mediterráneo. De hecho, al principio, la catedral era asimilable a una cruz griega (aún se pueden ver piedras de diferentes colores en el lado externo del pasillo en correspondencia con la adición de la mitad del siglo XII) y otros elementos bizantinos son los matroneis y la cúpula coronada con bulbo, dispuesta a la manera "lombarda" en la intersección de los brazos. Incluso más que en Venecia, los elementos orientales fueron reinterpretados de acuerdo con el gusto occidental, llegando a formas artísticas de notable originalidad. Por ejemplo, la configuración del interior tiene una espacialidad típicamente paleocristiana.
El esquema decorativo de la catedral se repitió tanto en el campanile (la celebérrima Torre Inclinada, iniciada en 1173), como en el Baptisterio (iniciado en 1153), al menos en lo que respecta al primer anillo, que se completó en tiempos posteriores (durante el siglo XIV), cambiando el diseño original, atribuido a Diotisalvi, con elementos de tradición gótica.
Otra característica típica del románico pisano es el uso de la bicromia alternando bandas de mármol blanco con bandas de piedras más oscuras, derivadas de modelos de la España musulmana: en la catedral de Pisa el contraste con el gris claro del verrucano es muy leve, mientras que en otras áreas se utilizaron el mármol verde oscuro serpentín (en Pistoia) u otras tipologías petrográficas (en Cerdeña y en Córcega) para obtener un vibrante bordado arquitectónico.

### Otras iglesias pisanas

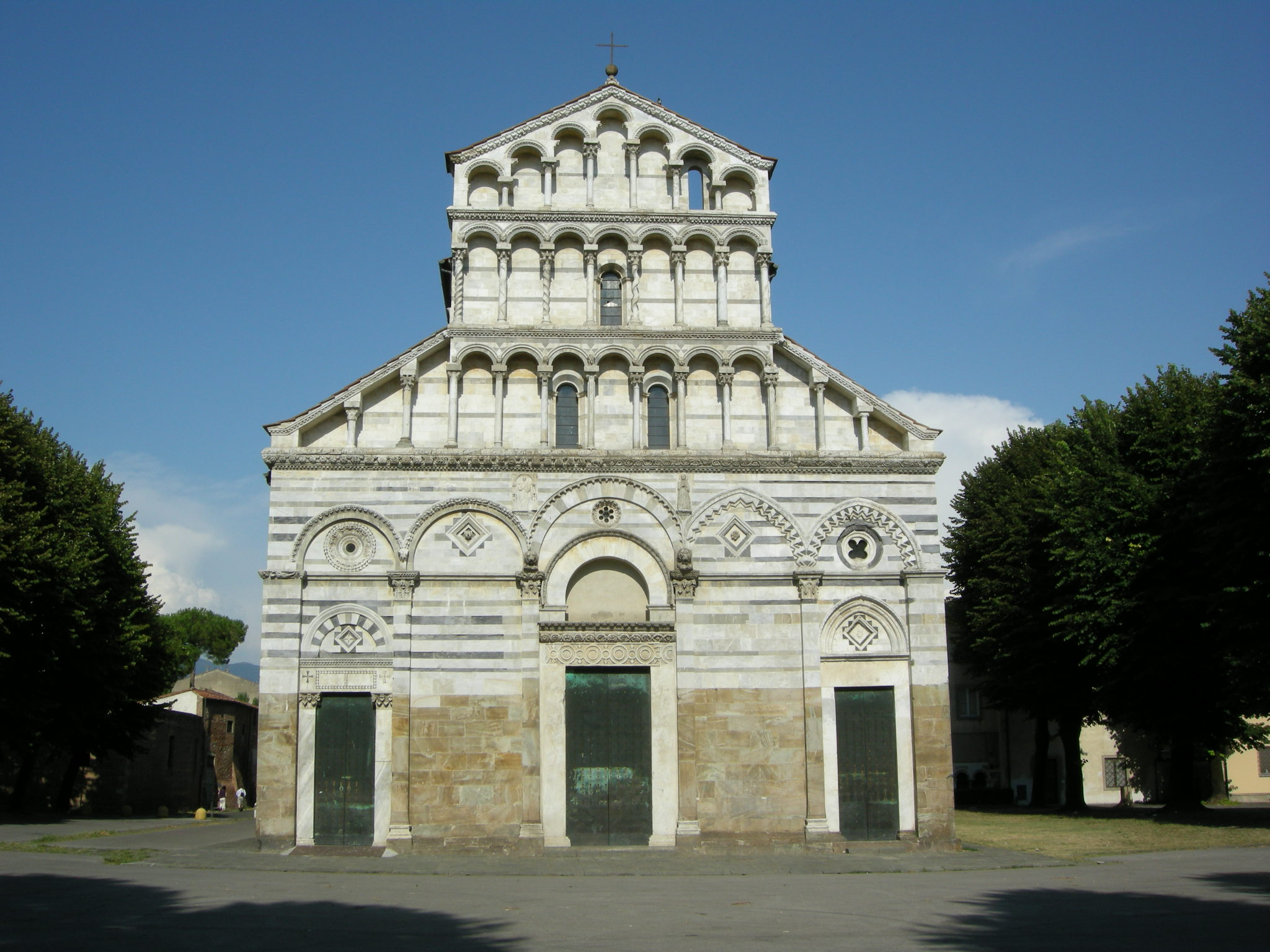
San Paolo en Ripa d'Arno, Pisa

En Pisa fue muy notable la actividad constructiva durante la edad de oro de la República, entre los siglos XI y XII. Muchas iglesias presentan por ello las características del nuevo estilo, con el uso de las arcadas ciegas, la decoración con rombos y, en los casos más valiosos, incluso la logia colgante en la fachada. El ejemplo más importante después de la piazza del Duomo es la Duomo Vecchio de San Paolo a Ripa d'Arno, iniciada en 925 y reconstruida entre finales del siglo XII y principios del XIII, en la que la fachada parece una copia reducida de la de la catedral, y también la planta (tres naves con un amplio transepto) y la cúpula son una cita fiel.
Otros ejemplos de valor son la antigua basílica de San Pietro Apostolo, la iglesia de San Frediano en piedra verrucana de color gris, la iglesia de San Pietro in Vinculis, la iglesia de San Paolo all'Orto, la iglesia de San Michele degli Scalzi (iniciada en 1016), la abadía de San Zeno y el campanile de la iglesia de San Nicola. En el área pisana se encuentran, por ejemplo, la iglesia parroquial de San Giovanni y Santa Maria Assunta en Càscina. Más tarde, la iglesia de San Michele in Borgo, con su fachada de mármol blanco con logietas, o la iglesia de Santa Caterina d'Alessandria (1250-1326), con su fachada a dos aguas, que atestigua la persistencia del estilo, aunque con actualizaciones, incluso en el período gótico.

Iglesias románicas pisanas
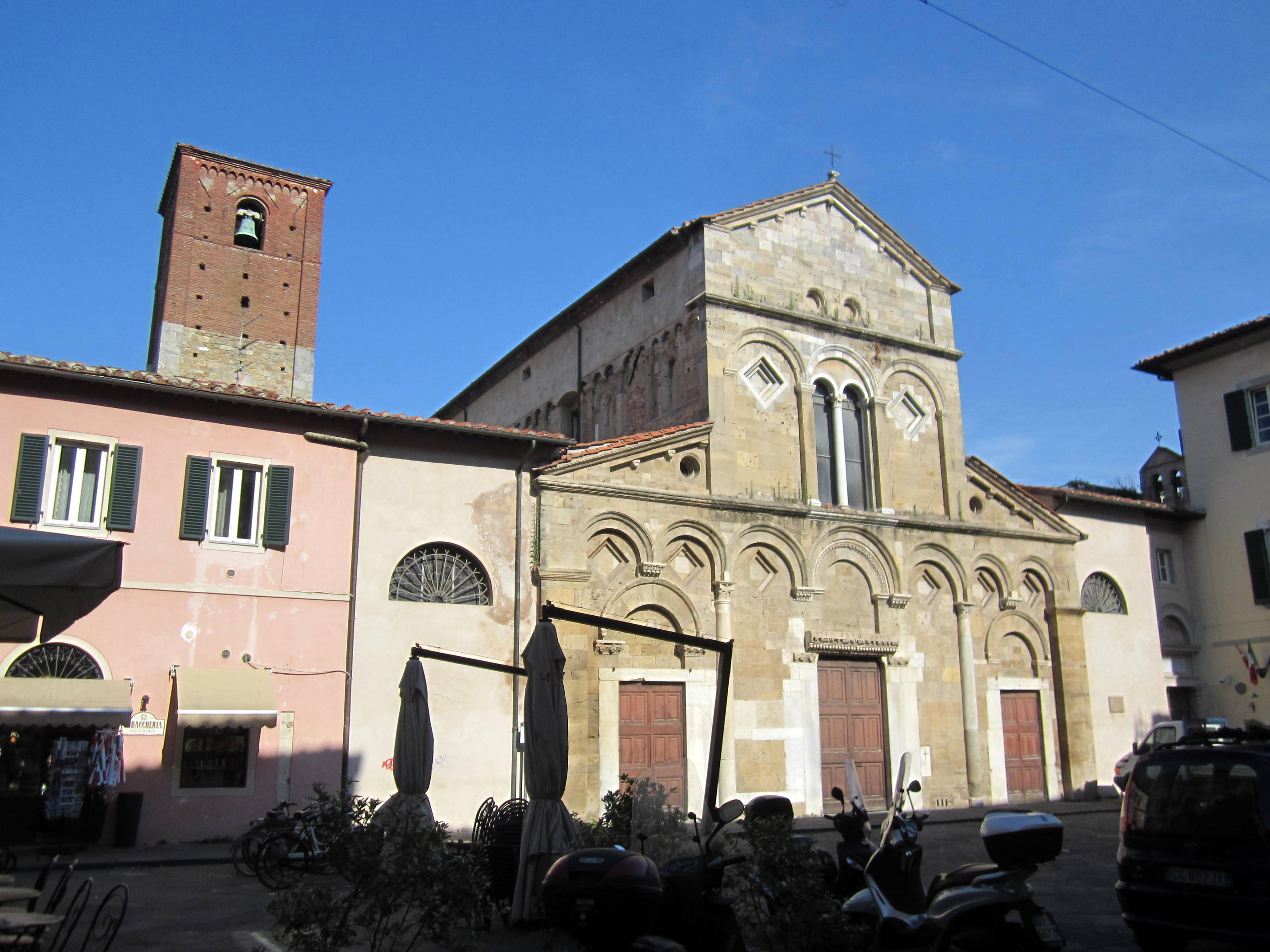
San Frediano, Pisa
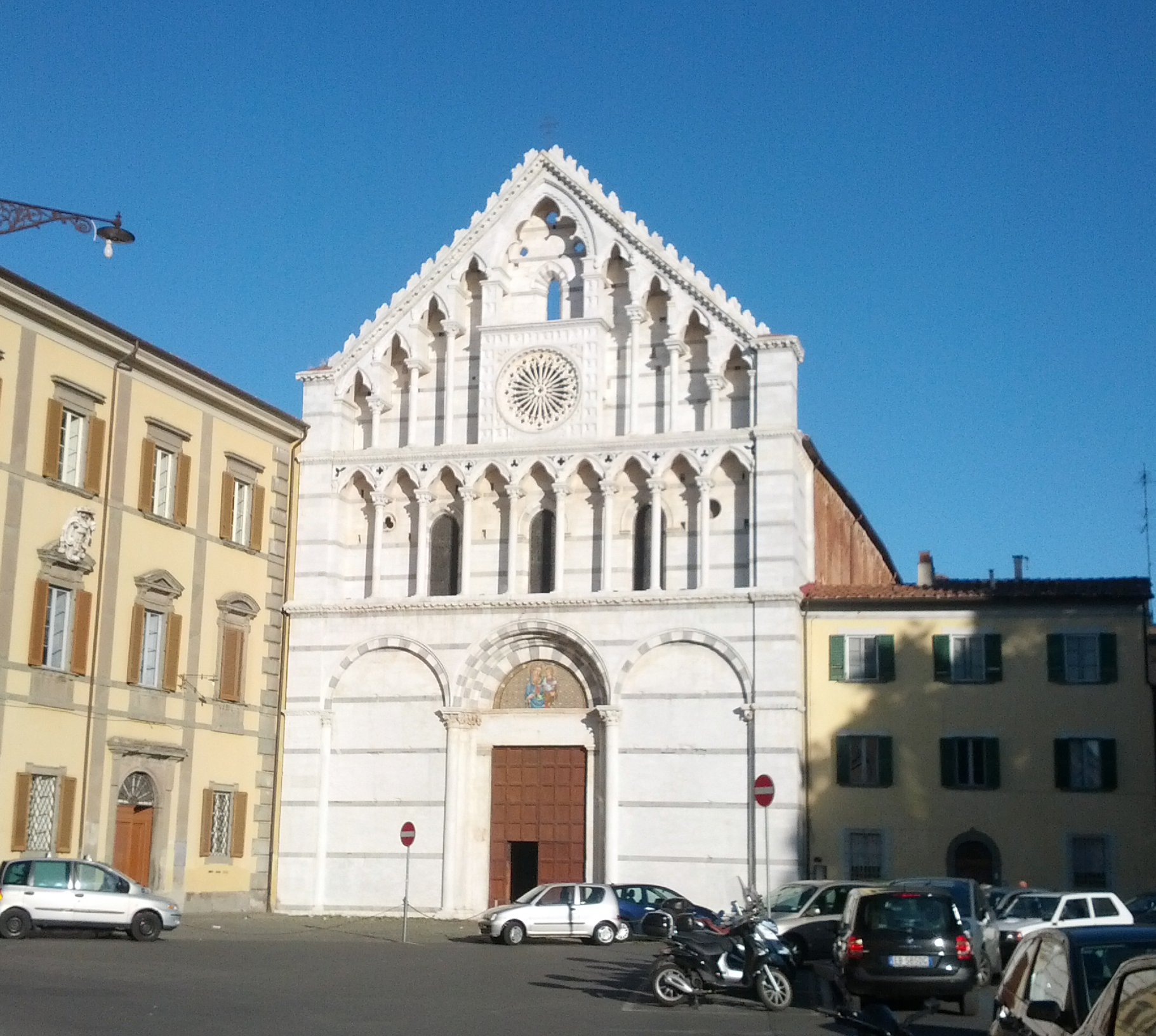
Santa Caterina, Pisa
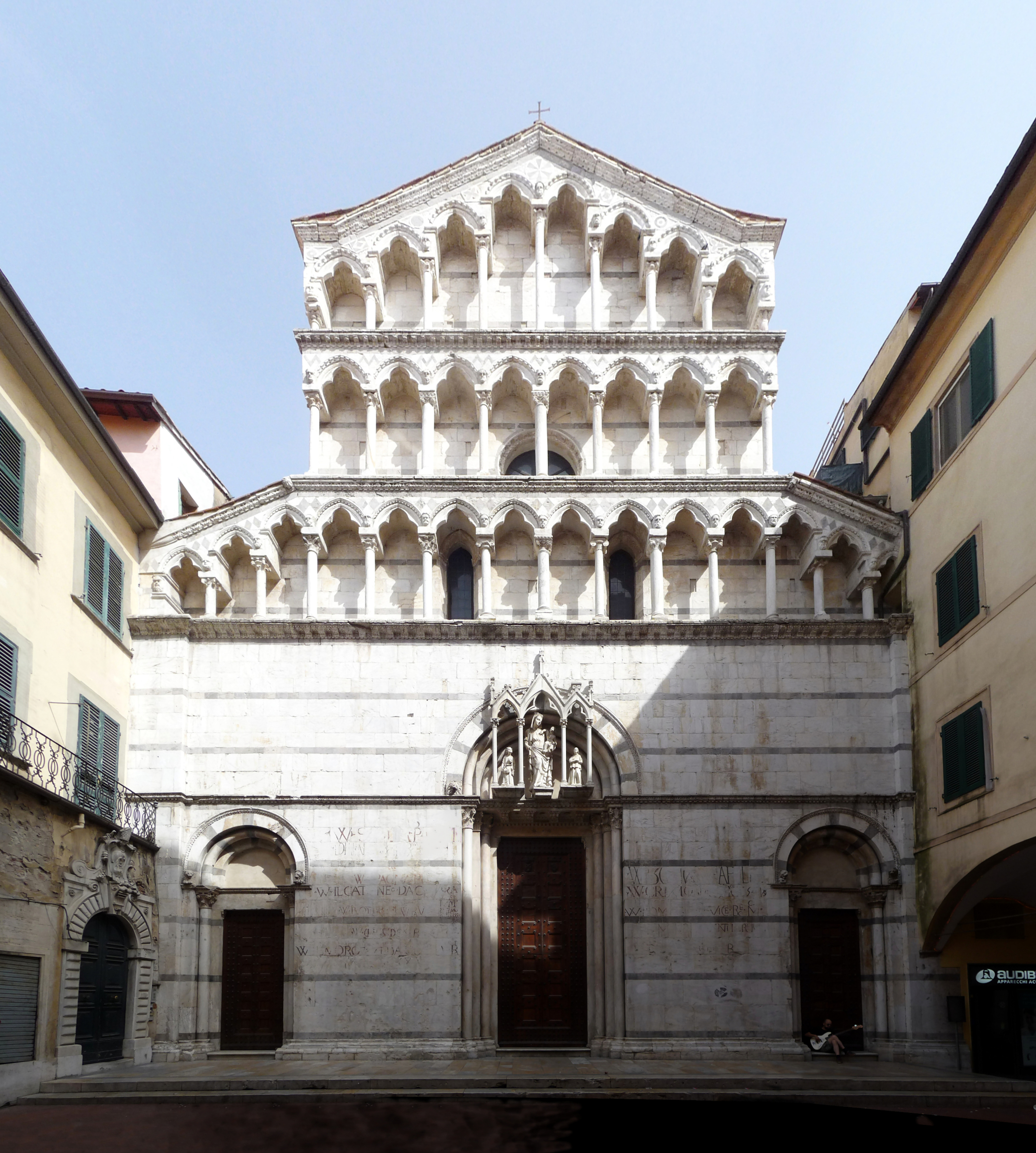
Iglesia de San Michele in Borgo, Pisa
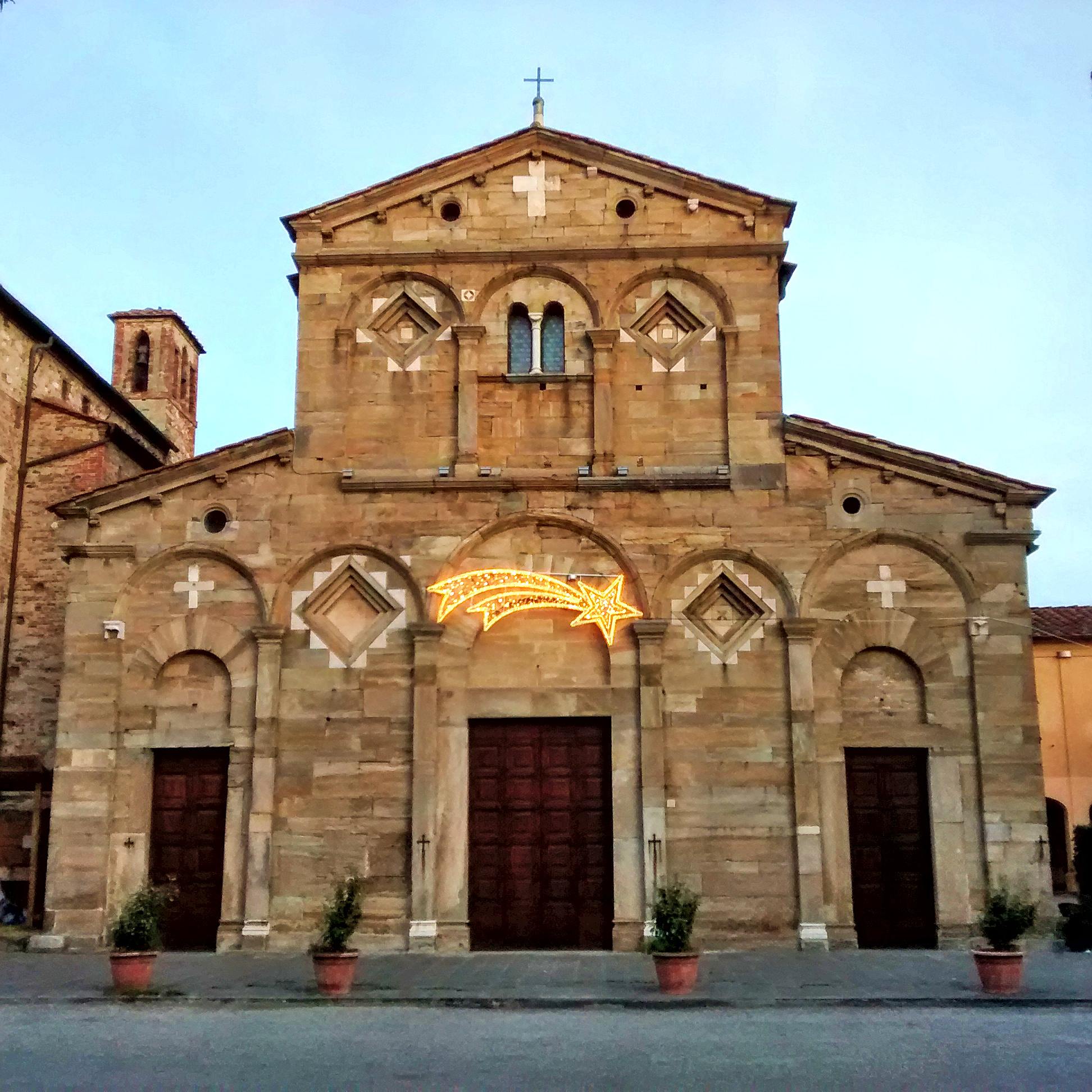
Pieve di San Giovanni e Santa Maria Assunta, en Càscina (PI)

### Toscana

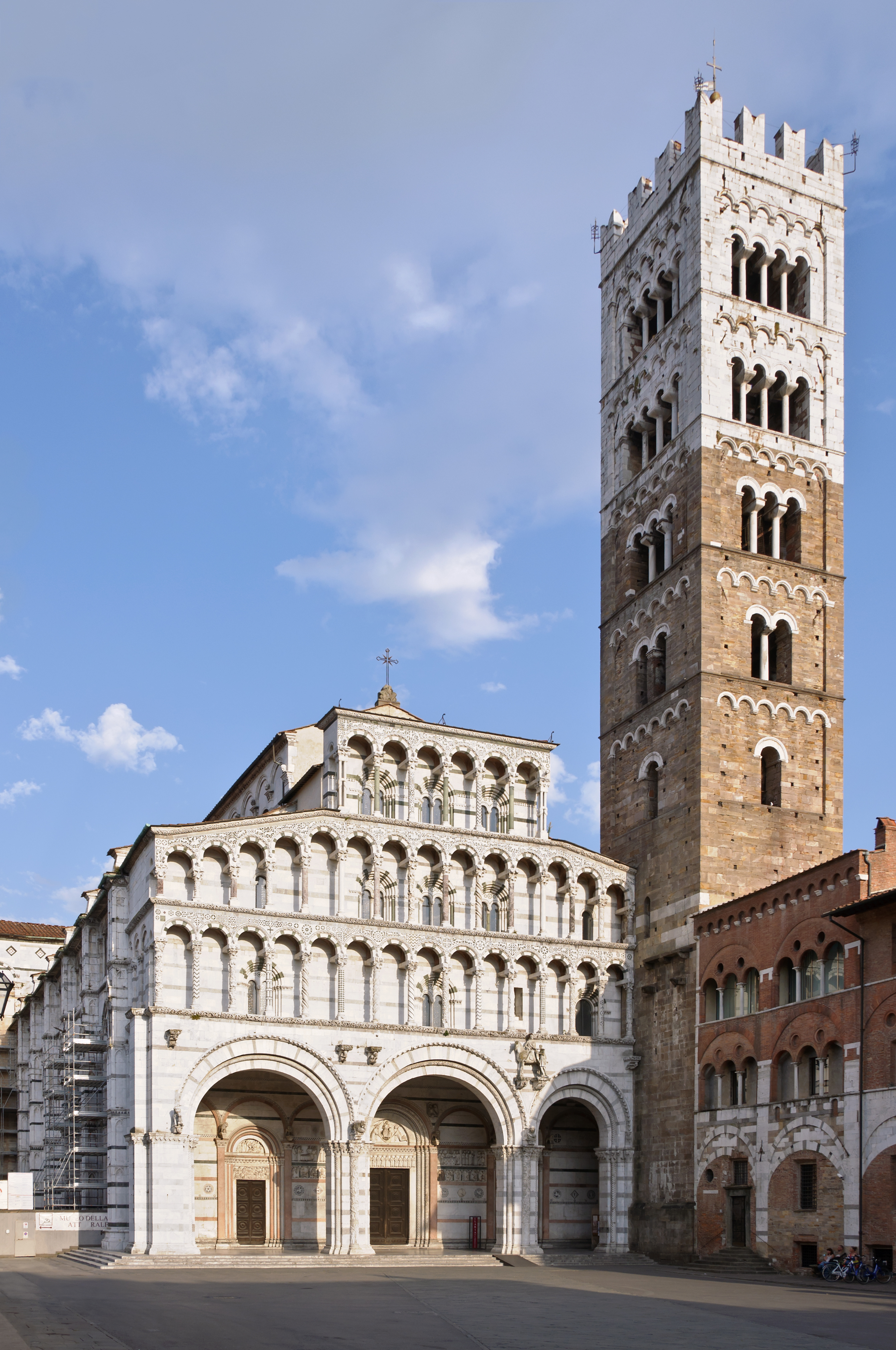
El Duomo de Lucca

En Pistoia la iglesia de San Giovanni Fuorcivitas (siglo XII) presenta un paramento con arcos ciegos, columnillas y losanghes típicamente pisanas, resaltados por la neta bicromia entre el mármol blanco y el verde oscuro (serpentino).
Una evolución de los modelos de Pisa llegó a Lucca —no a la basílica de San Frediano o a la iglesia de Sant'Alessandro, dos arquitecturas clasicistas de impronta típicamente lucchese—, evidente en la Catedral de San Martín (terminada en 1205 por el maestro de Como Guidetto y reconstruida en el interior en estilo gótico) y, especialmente, en la iglesia de San Miguel en Foro, donde la alta fachada decorada por pequeñas logietas va más allá de la nave, como una escenografia simbólica a la que no corresponde una amplia arquitectura exterior e interior.
Procediendo hacia el este (Pistoia y luego a Prato), el estilo pisano se desarrolló aún más, con mayor énfasis en la bicromia favorecida por la presencia local de mármol verde oscuro de Prato. En el Duomo y en el Baptisterio de Pistoia y en el Duomo de Prato, caracterizados por los evidentes paramento exteriores en bandas, los elementos ahora góticos se funden con los románicos.
Las influencias pisanas también son evidentes en el Duomo de Massa Marittima. A mediados del siglo XII se acreditan influencias pisanas también en Arezzo, en la iglesia de Santa María della Pieve, donde el ábside y la fachada presentan una serie de logietas sobre columnillas.

Iglesias de estilo pisano en la Toscana
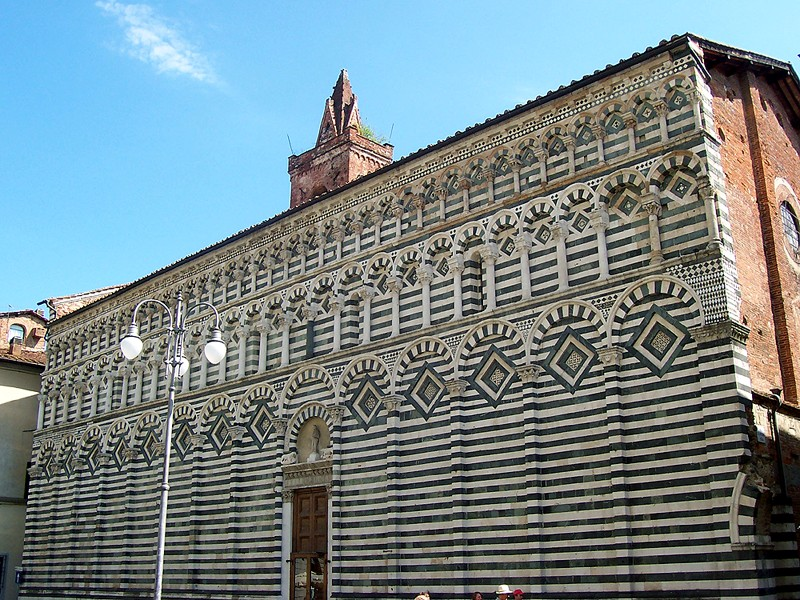
iglesia de San Giovanni Fuorcivitas, Pistoia
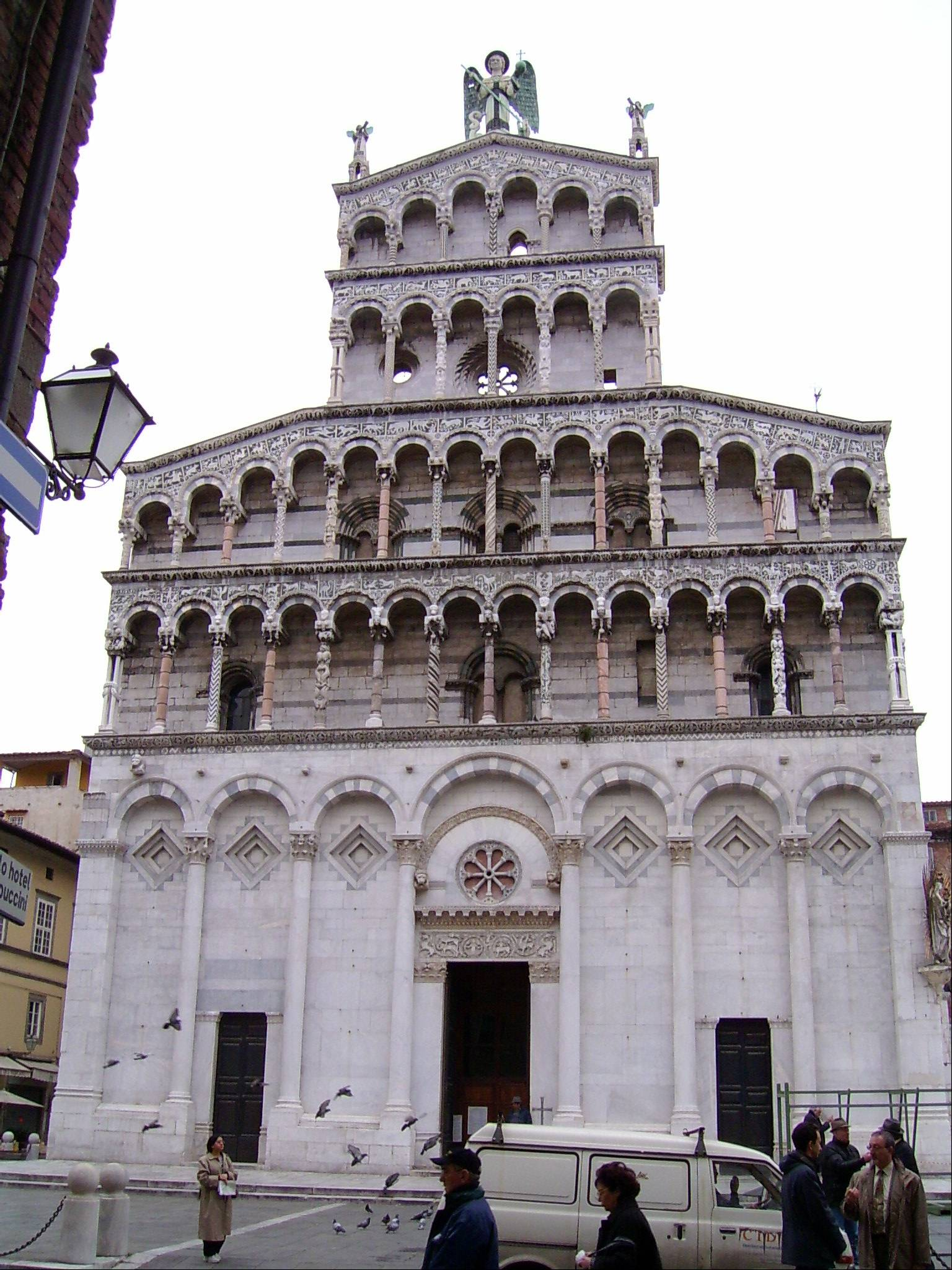
Iglesia de San Miguel en Foro, Lucca
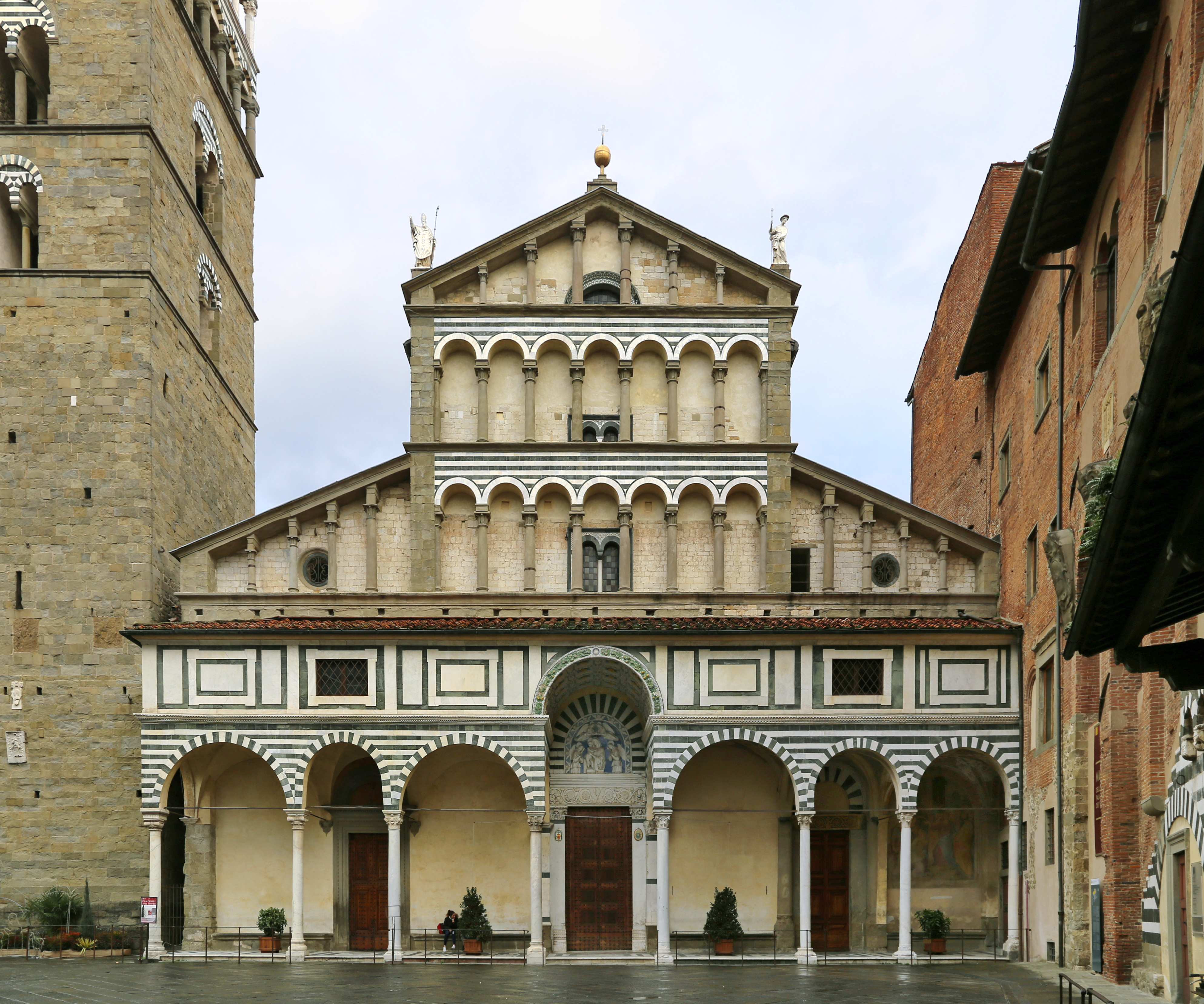
Duomo de Pistoia
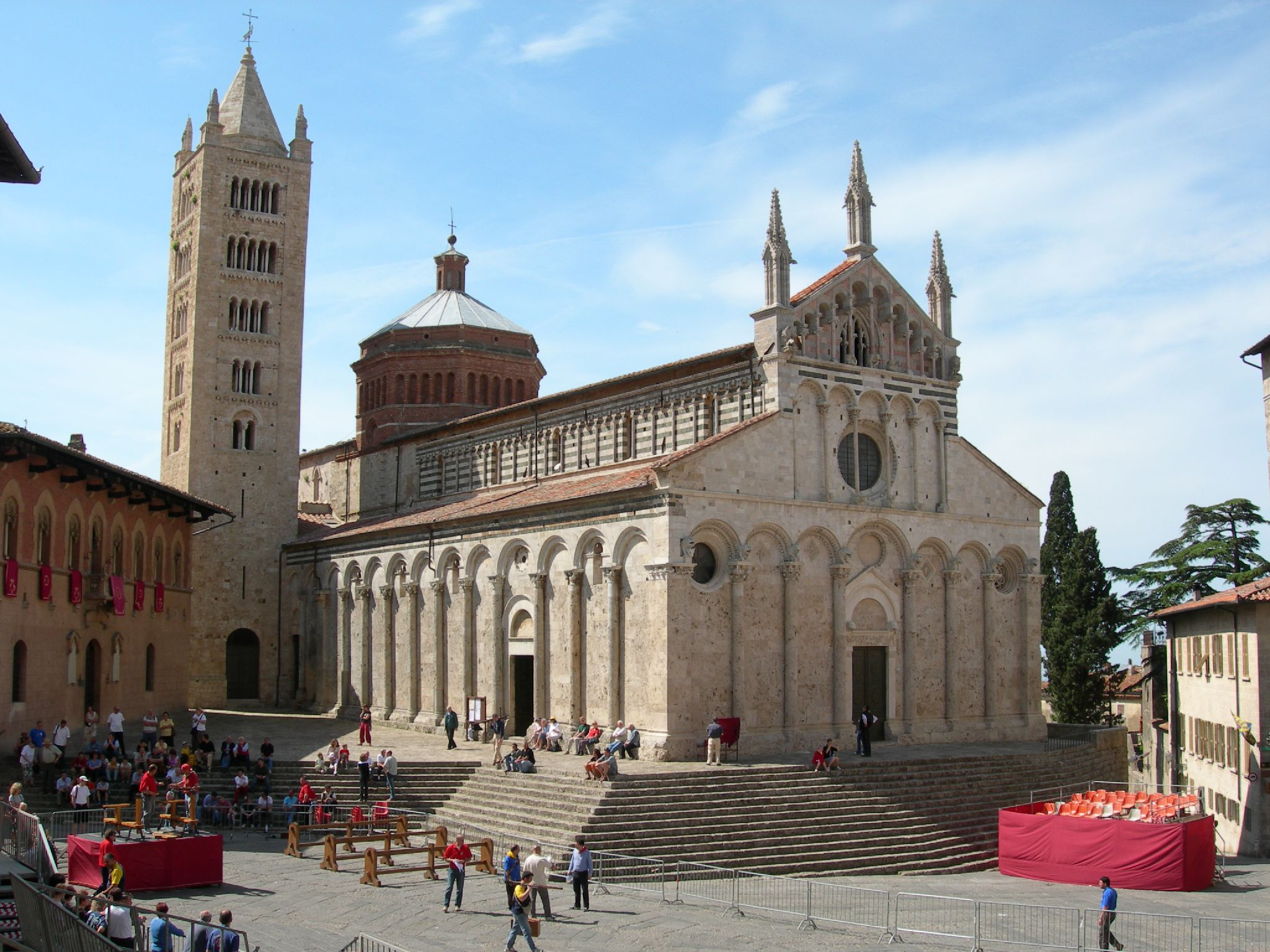
Duomo de Massa Marittima

### Otras zonas

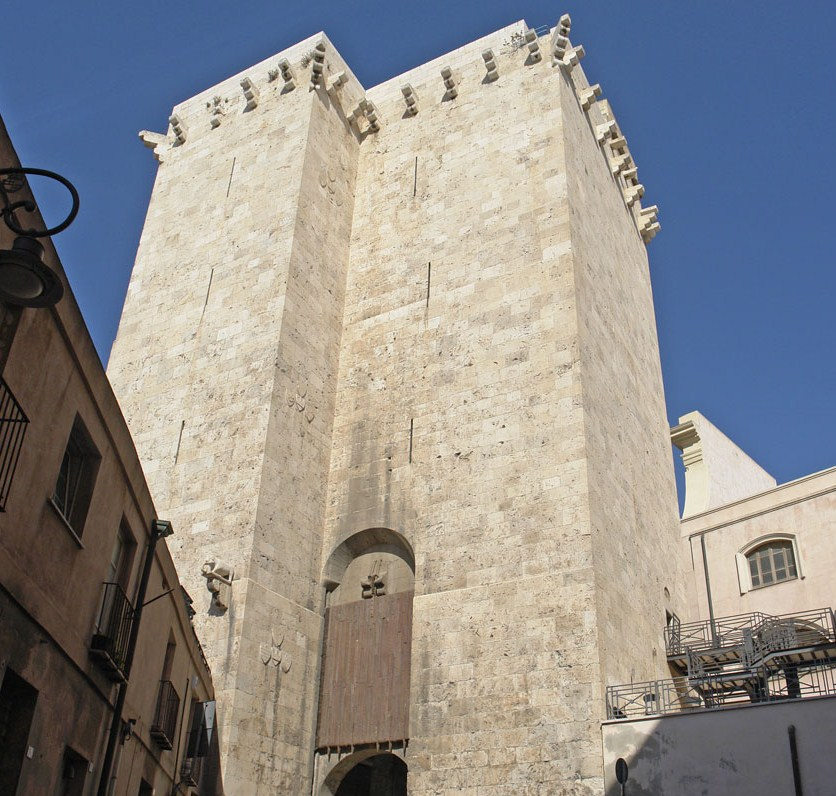
Torre dell'Elefante, Cagliari

En Cerdeña a menudo hay un encuentro entre los modos toscano y lombardo, como en la basílica de San Gavino en Porto Torres (1065-1080), en la iglesia de San Nicola di Silanis en Sedini (SS) (anterior a 1122), en la originaria catedral de Cagliari (modificada a lo largo de los siglos y dotada de una fachada neorrománica en el siglo XX) o en la iglesia de Santa Maria de Uta (finales del siglo XIII - principios del XIII), caracterizada por las lesenas y los arcos colgantes en el paramento exterior.
De clara matriz pisana son también las fortificaciones del siglo XIV de la ciudad de Cagliari en la que destacan sus impresionantes torres, como la Torre de san Pancrazio y la Torre dell'Elefante, y la iglesia de San Nicola de Ottana (NU); mientras que muy cerca del gusto de Pistoia están la catedral de San Pietro di Sorres y la iglesia de la Santísima Trinidad de Saccargia (siglo XII), caracterizada por la fuerte bicromia de los paramentos murarios. Otras arquitecturas de relieve son la capilla palatina de Santa Maria del Regno de Ardara (SS), la catedral de Bisarcio en el municipio de Ozieri (SS), la basílica de San Simplicio en Olbia, la Catedral de Santa Giusta del centro homónimo de Santa Giusta (OR).
También se encuentran influencias pisanas en Liguria (Commenda di San Giovanni di Pré), en Córcega y en la Italia meridional, por ejemplo en la catedral de Troia, en Siponto, en el Duomo de Benevento, en la catedral de Termoli y en Córcega en la catedral de Lucciana, llamada la Canónica y la Torre campanaria de Santa Maria Maggiore en Bonifacio.

Iglesias de estilo pisano en zonas fuera de la región pisana
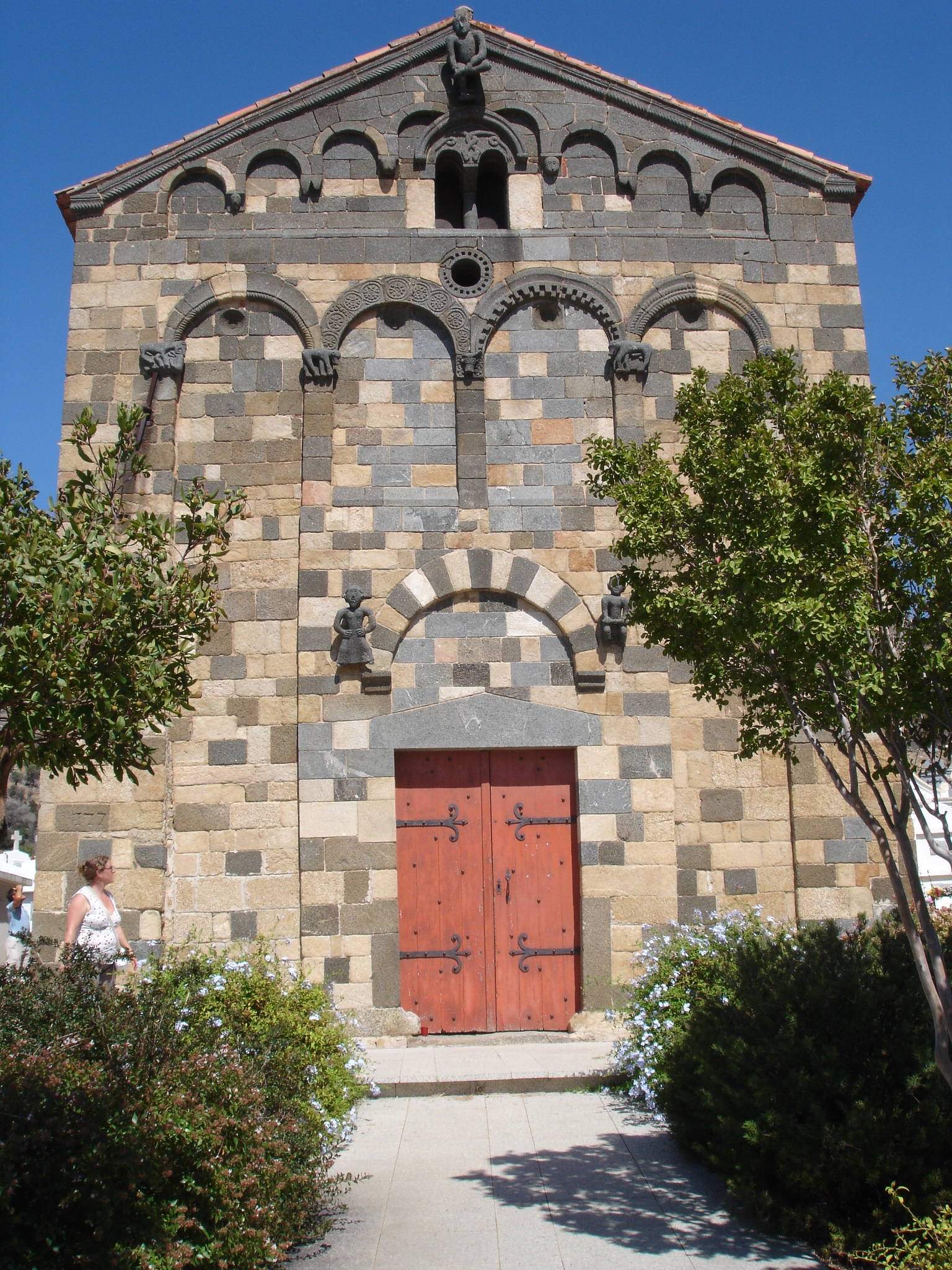
Iglesia de Aregno (Córcega)
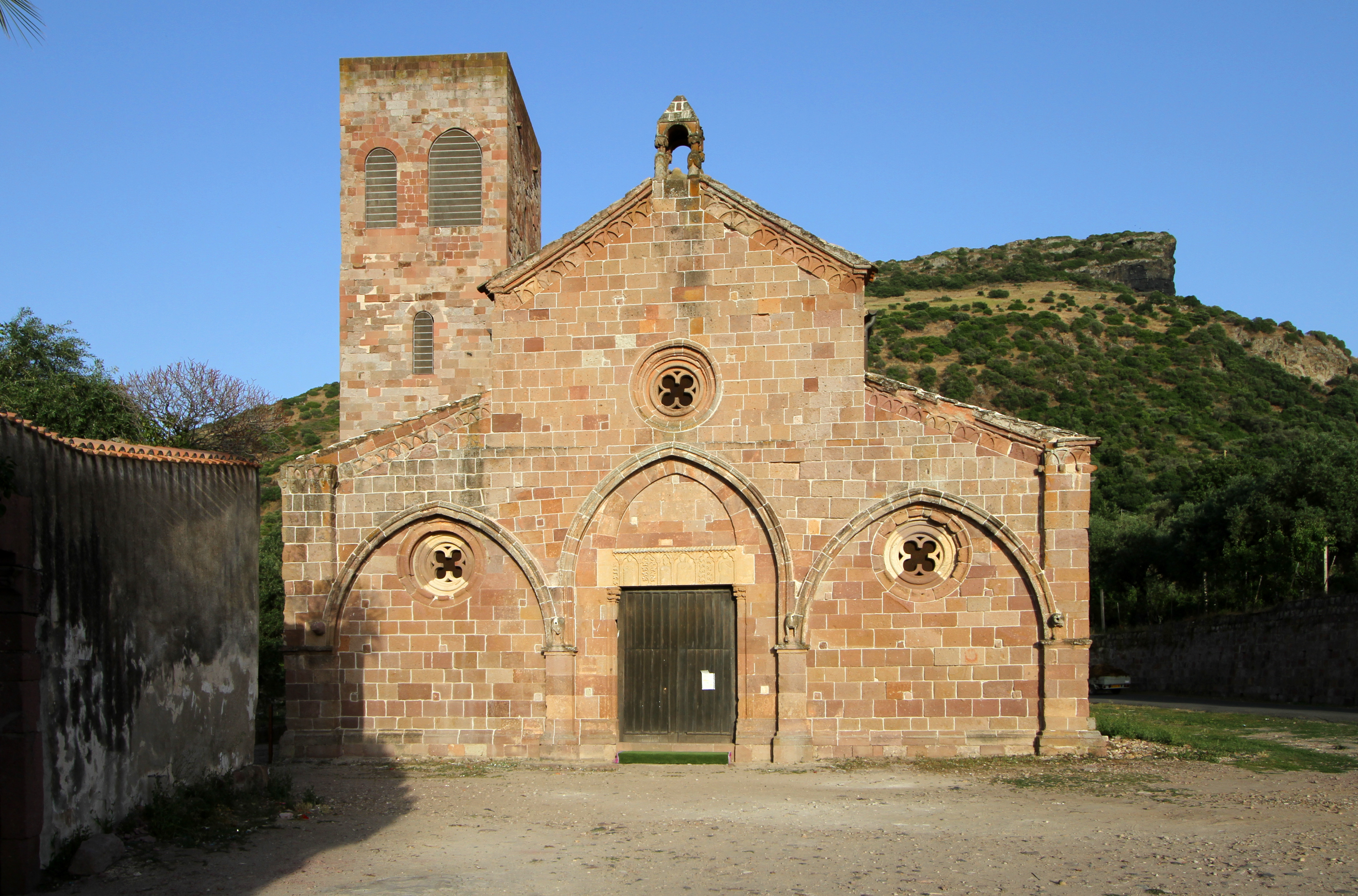
Iglesia de San Pietro de Bosa (OR)
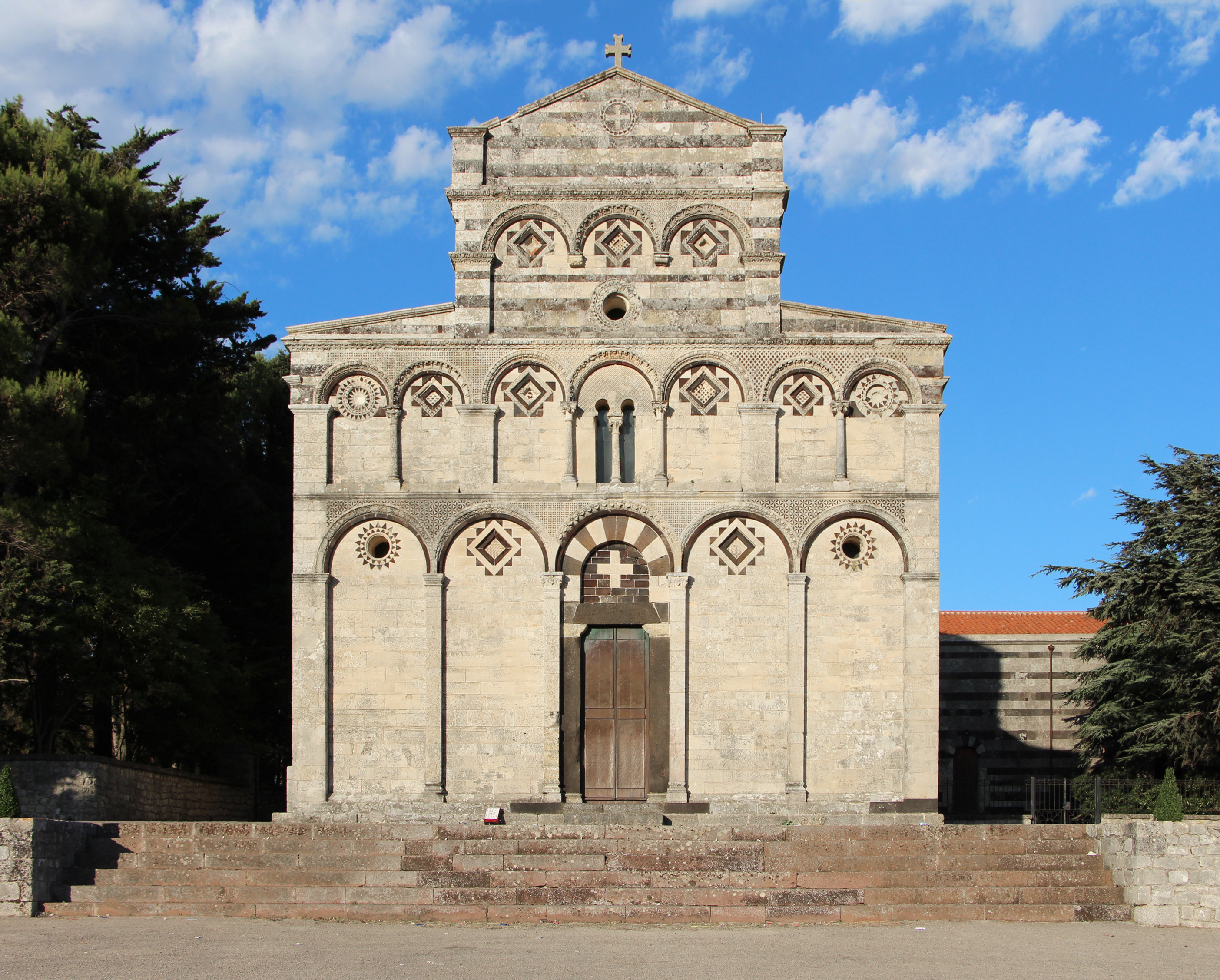
Catedral de San Pietro de Sorres, Borutta (SS)
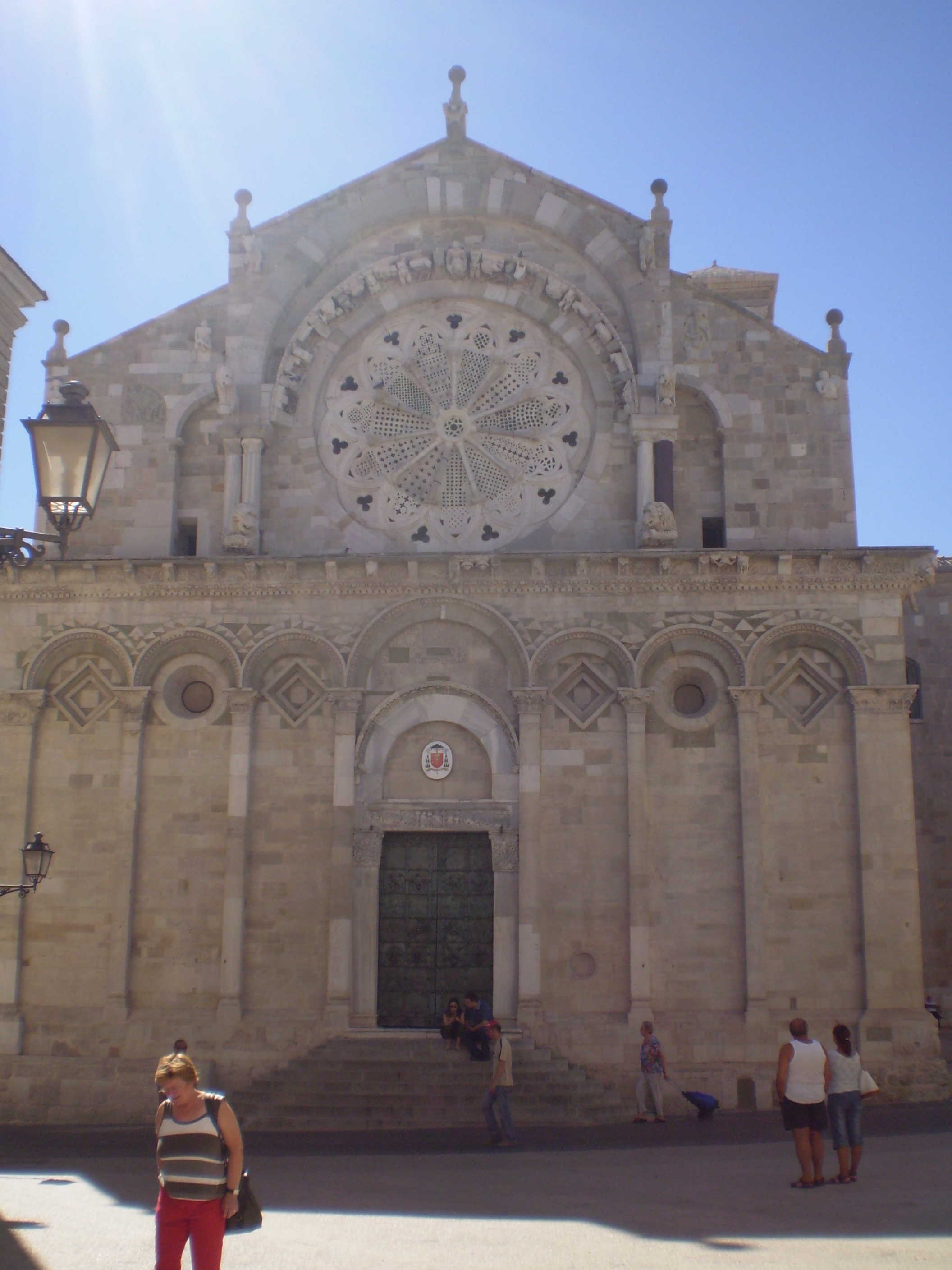
Catedral de Troia (FG)
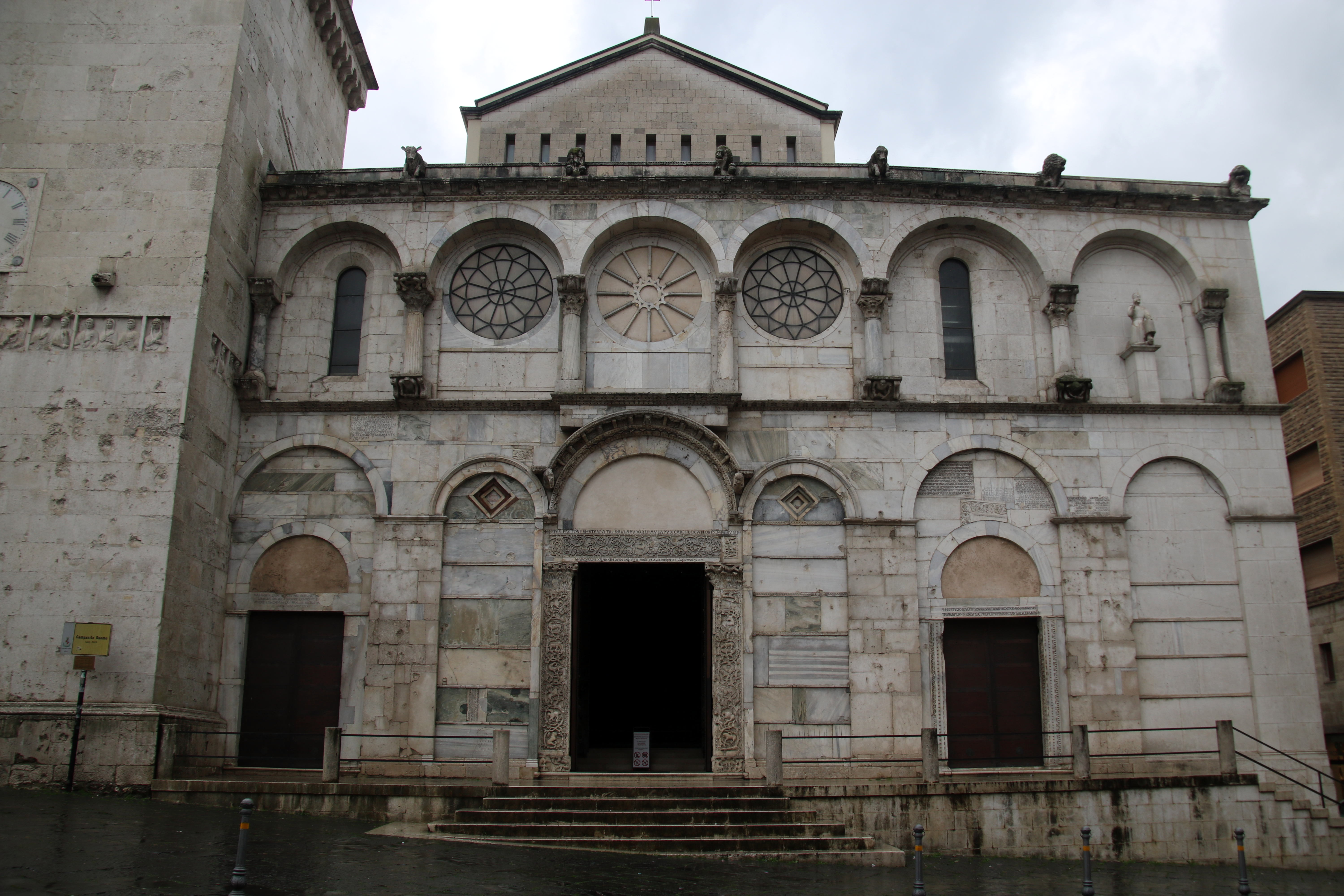
Duomo de Benevento

## Escultura

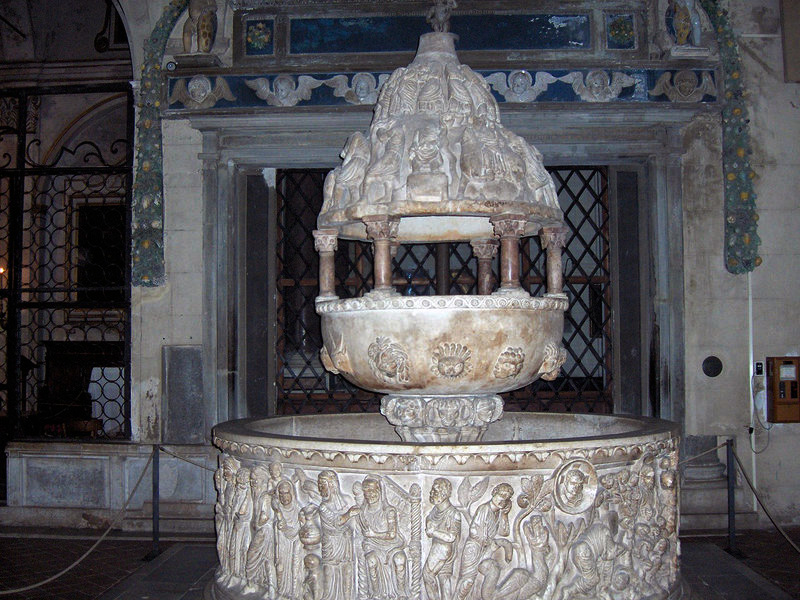
Roberto, pila bautismal de la iglesia de San Frediano, Lucca

La escuela escultórica pisana nació en Pisa, en los sitios de construcción de la catedral, y luego se difundió a las zonas vecinas y más allá gracias a las relaciones comerciales de la república de Pisa.
El maestro Guglielmo esculpió entre 1152 y 1162 el púlpito para la catedral de Pisa, trasladado después a Cagliari y ahora conservado en la catedral de Cagliari, donde se pueden encontrar influencias lombardas y provenzales (en las panneggi cortinas, en la vivaz narración), con un fuerte relieve plástico de los personajes, que están claramente separados del fondo del arabesco.
En Guglielmo se inspiraron los hermanos Gruamonte y Adeodato, que con Enrico esculpieron en Pistoia el arquitrabe del portal principal de la iglesia de Sant'Andrea (Cavalcata e adorazione dei Magi, 1166), mientras que Gruamonte, solo, esculpió el arquitrabe de la iglesia de San Bartolomeo en Pantano (1167) y de la iglesia de San Giovanni Fuorcivitas.
En Gruamonte se inspiró a su vez Biduino, autor de los episodi evangelici (episodios del Evangelio) para la iglesia de San Casciano a Settimo cerca de Pisa (1180).
Hacia 1180, Bonanno Pisano fundió las puertas de bronce de la catedral de Pisa, destruidas después en un incendio que afectó a la fachada en 1595, pero se salvó la puerta en la parte posterior del transepto derecho llamada di san Ranieri, con Storie della vita di Cristo (Historias de la vida de Cristo). En su trabajo se pueden identificar las influencias clásicas (las rosetas y las cuerdas alrededor de los paneles), renanas (las figuras con sus cabezas particularmente sobresalientes, como en Hildesheim) y bizantinas (en la iconografía).
Otro autor importante fue Roberto, autor de las Storie di Mosè (Historias de Moisés) en la pila bautismal de la Basílica de San Frediano en Lucca.
Sobre la obra de estos maestros se insertó en el siglo XIII la actividad de Nicola Pisano, tal vez de formación meridional, que llevó a la completa renovación de la escultura toscana e italiana.

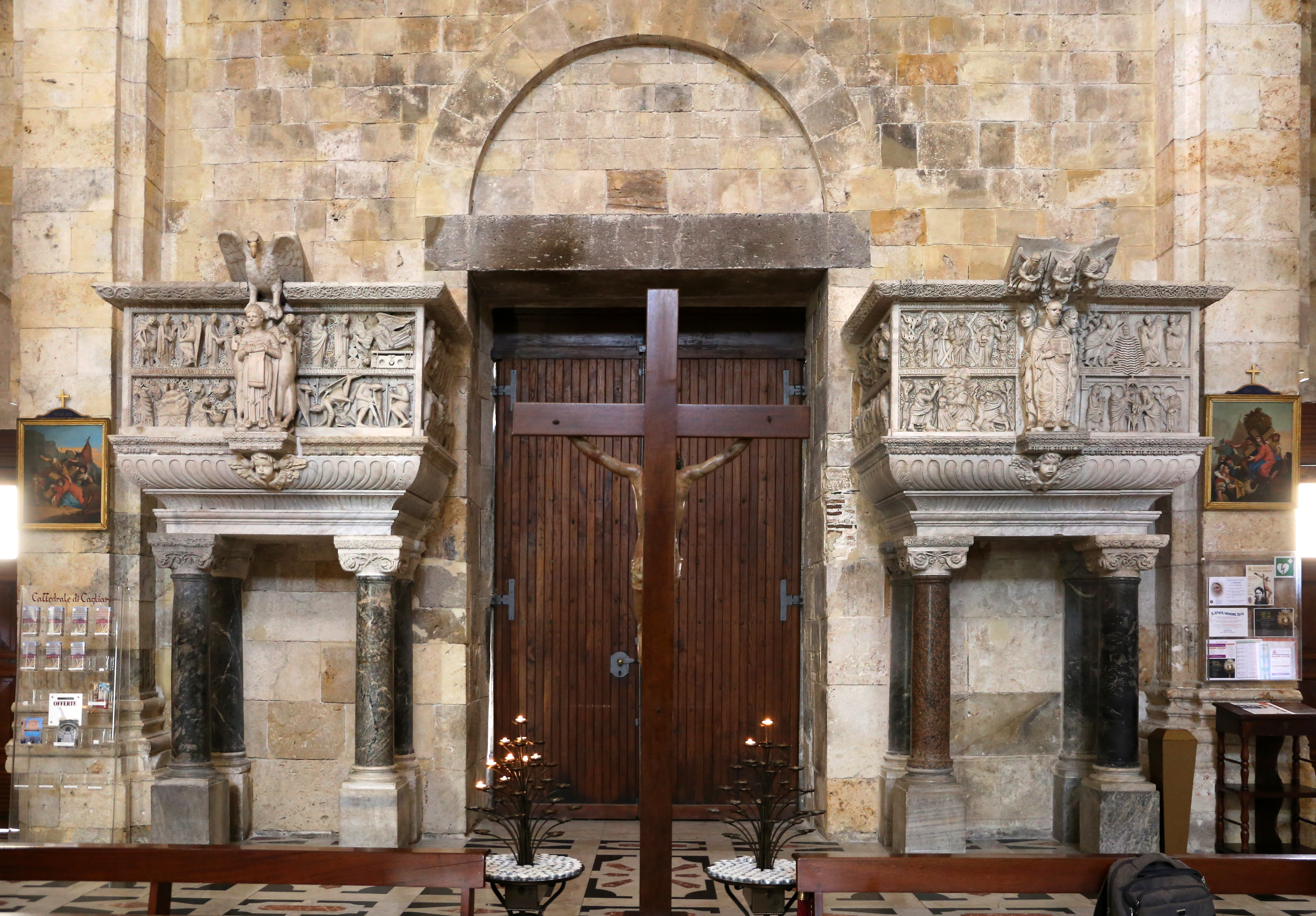
El púlpito de Guglielmo en el Duomo de Cagliari, anteriormente en Pisa
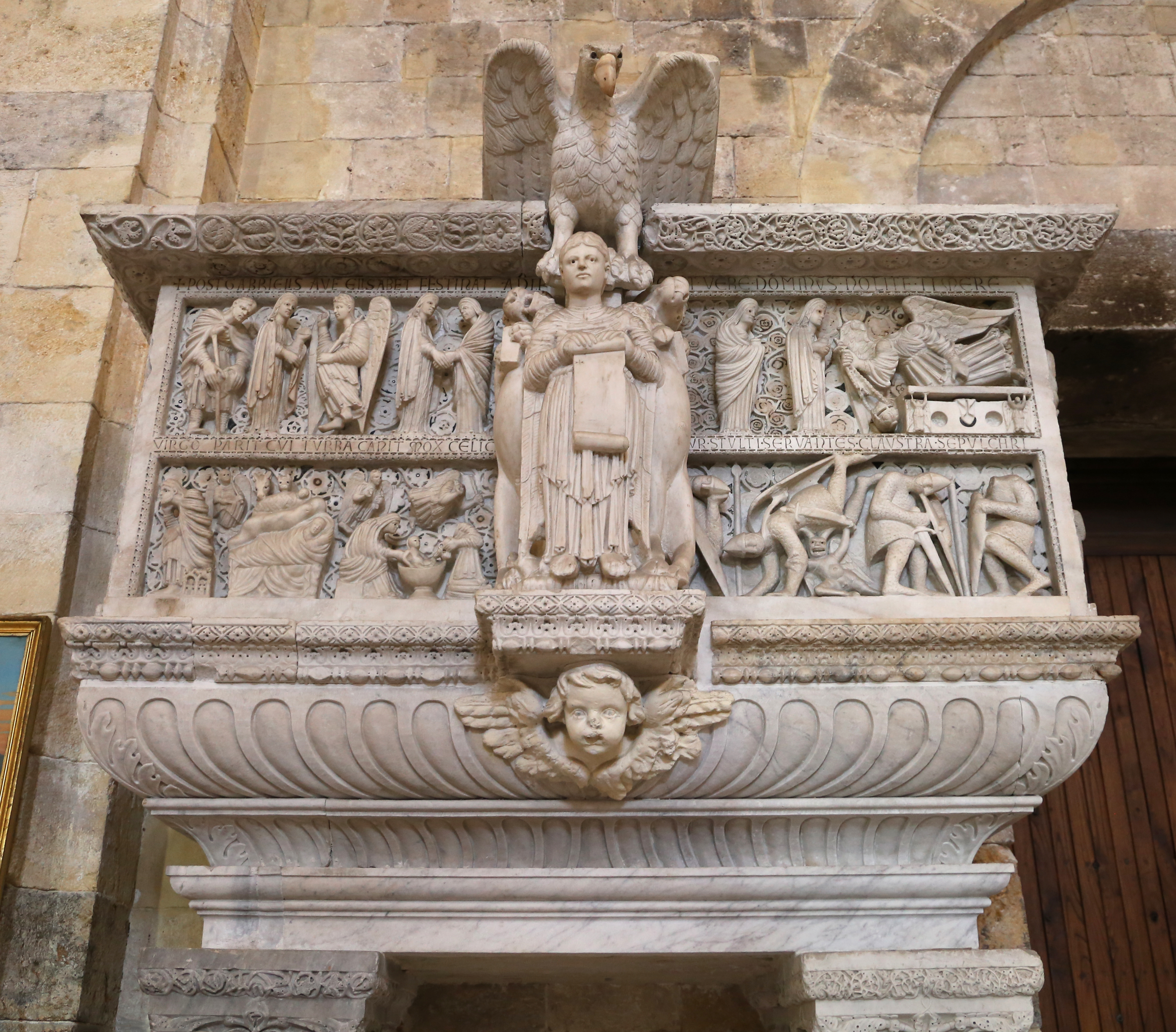
Púlpito del Maestro Guglielmo en el duomo de Pisa
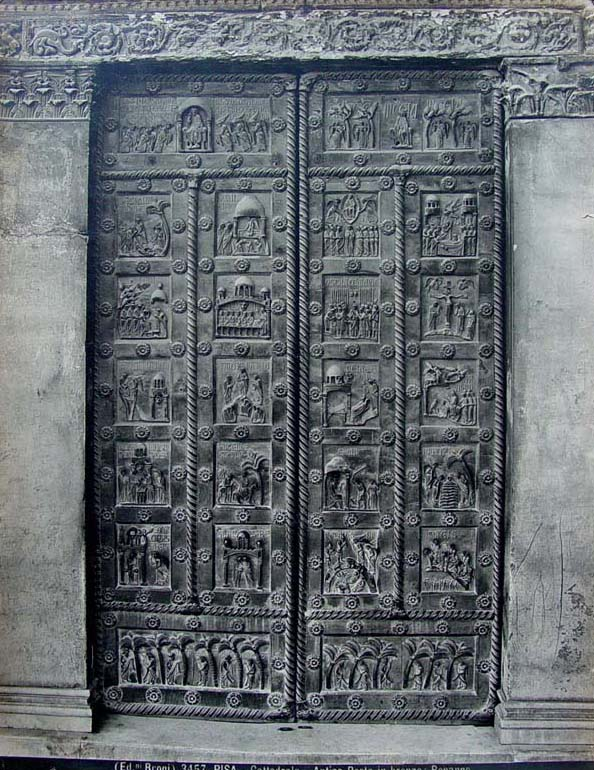
La Porta di San Ranieri de Bonanno, duomo de Pisa
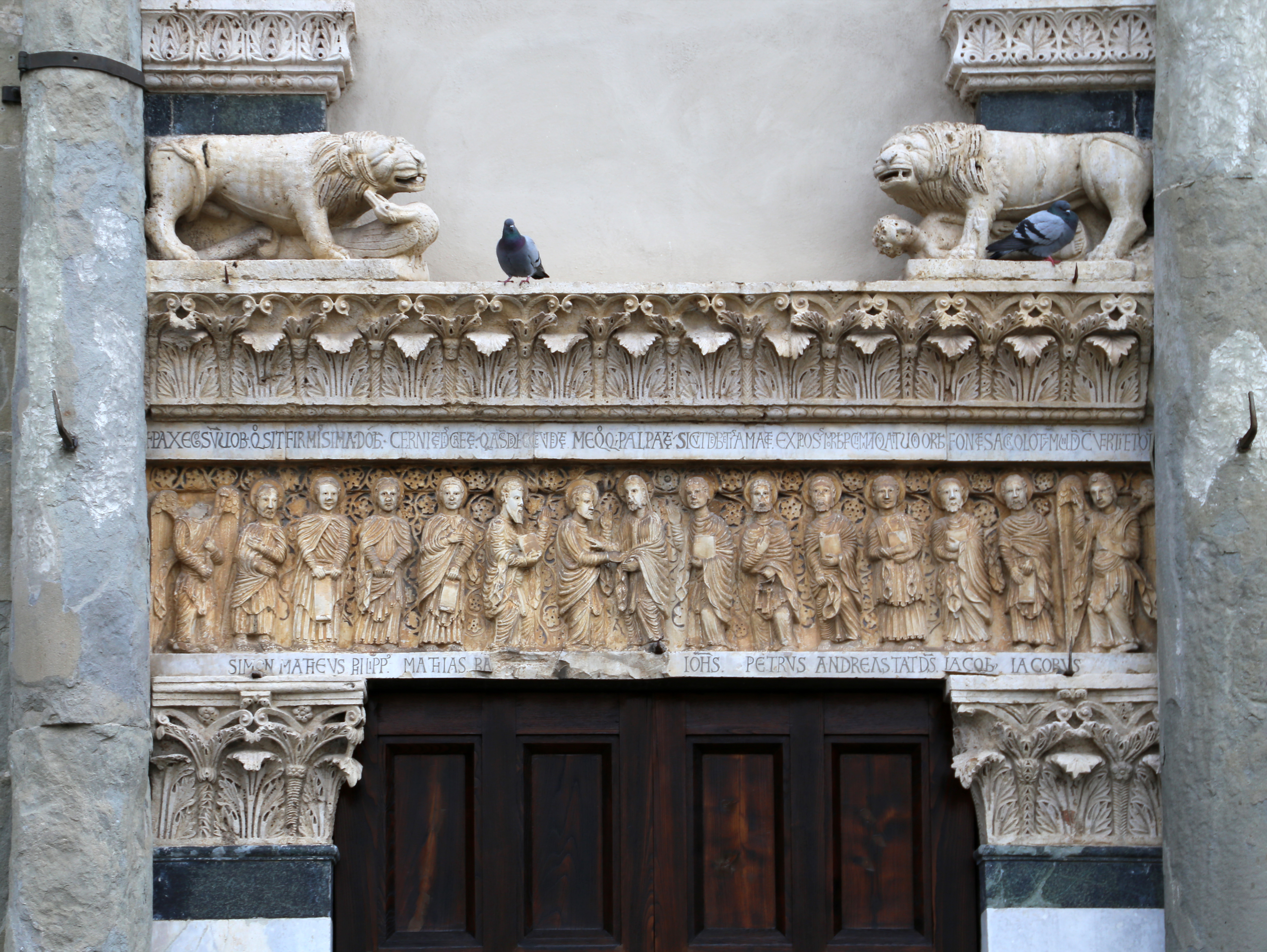
Cristo tra i dodici apostoli, de San Bartolomeo in Pantano, Pisoia